# Problemi di privacy nei siti di social network

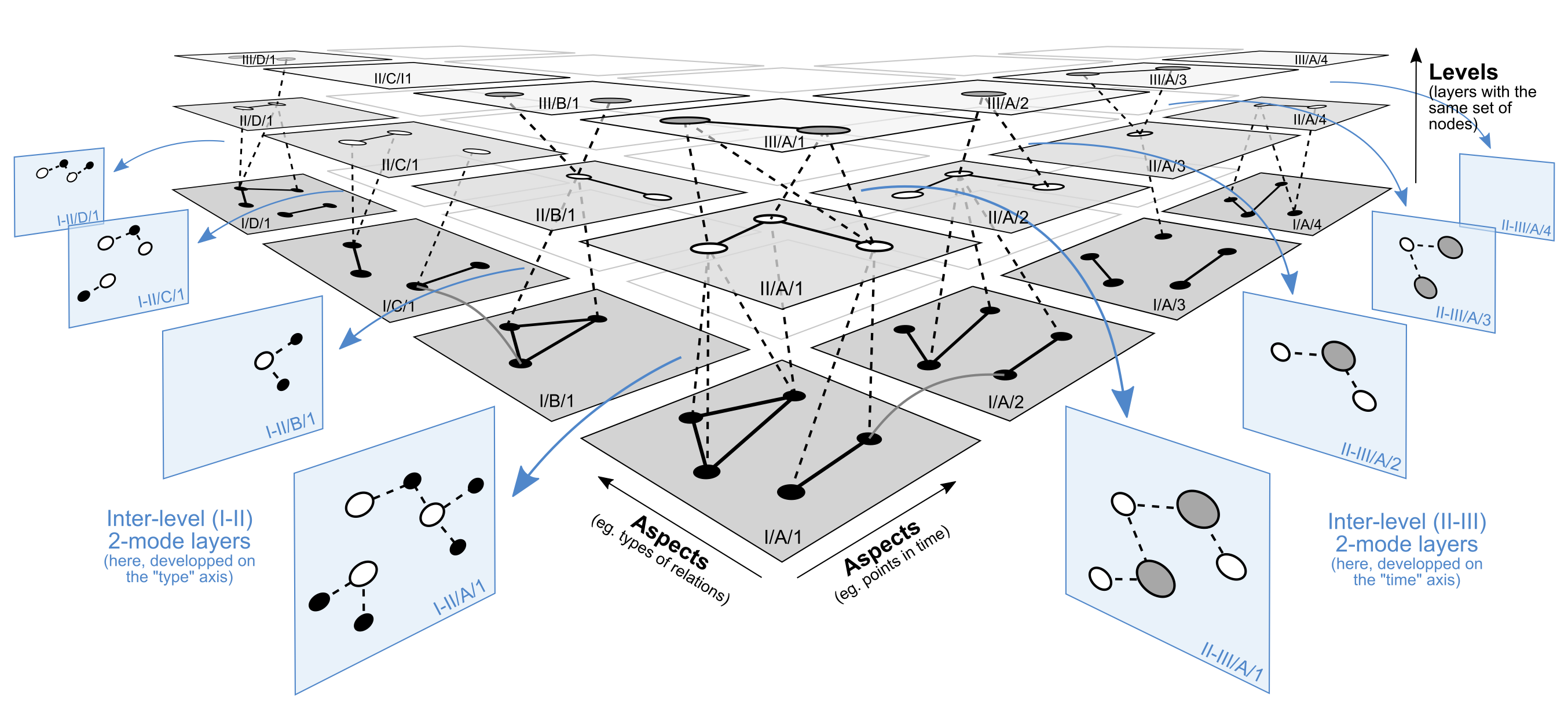
Sistema di relazioni a livelli multipli

I problemi di privacy nei siti di social network rappresentano un sottoinsieme di rischio della tutela della privacy che prevede il diritto di imporre la stessa per quanto riguarda l'archiviazione, la riproposizione, la fornitura a terzi e la visualizzazione di informazioni relative a sé stessi nei social network. I problemi di sicurezza e privacy dei social network derivano dalle grandi quantità di informazioni che questi siti elaborano ogni giorno. Le funzioni che invitano gli utenti a partecipare a messaggi, inviti, foto, applicazioni piattaforma aperte e altre applicazioni sono spesso il luogo in cui altri possono accedere alle informazioni private di un utente. Inoltre, le tecnologie necessarie per gestire le informazioni degli utenti possono interferire con la loro privacy.
Dall'arrivo dei primi social network all'inizio degli anni 2000, le relative piattaforme si sono espanse esponenzialmente, mentre nei primi anni 2010 i nomi più importanti nei social media erano Facebook, Instagram, Twitter e Snapchat. Il massiccio afflusso di informazioni personali disponibili online e memorizzate nel cloud ha posto la privacy degli utenti al centro della discussione per quanto riguarda la capacità dei database di memorizzare in modo sicuro tali informazioni personali. La misura in cui gli utenti e gli amministratori delle piattaforme di social media possono accedere ai profili degli utenti è diventata un nuovo argomento di considerazione etica, e la legalità, la consapevolezza e i limiti delle conseguenti violazioni della privacy sono preoccupazioni critiche nella prospettiva dell'era tecnologica.
L'avvento del Web 2.0 ha causato la profilazione sociale e costituisce una preoccupazione crescente per la privacy su Internet. Il Web 2.0 è il sistema che facilita la condivisione partecipativa delle informazioni e la collaborazione su Internet, nei siti di social network come Facebook e MySpace. Questi siti di social networking hanno visto un boom di popolarità a partire dalla fine degli anni 2000. Attraverso questi siti web, molte persone forniscono le loro informazioni personali su Internet. Questi social network tengono traccia di tutte le interazioni utilizzate sui loro siti e le conservano per un uso successivo. I problemi includono il cyberstalking, la divulgazione della posizione, la profilazione sociale, la divulgazione di informazioni personali di terzi e l'uso da parte di un governo dei siti web dei social network nelle indagini senza la garanzia di un mandato di perquisizione.

## Storia
Prima che i siti di social networking esplodessero a partire dagli anni 2010, esistevano forme precedenti di social networking che risalivano al 1997, come Six Degrees e Friendster. Mentre venivano introdotte queste due piattaforme di social media, altre forme di social networking includevano: giochi multiplayer online, siti di blog e forum, newsgroup, liste di posta e servizi di incontri. Queste forme hanno creato una spina dorsale per i nuovi siti moderni. Dall'inizio di questi siti, la privacy è diventata una preoccupazione per il pubblico. Nel 1996 una giovane donna di New York, al primo appuntamento con un conoscente online, ha intentato una causa per molestie sessuali, dopo che il suo accompagnatore aveva cercato di mettere in pratica alcune delle fantasie sessuali di cui avevano discusso online. Questo è solo un primo esempio di molti altri problemi che si presenteranno in futuro per quanto riguarda la privacy su Internet.
In origine, i siti di social networking fornivano principalmente la possibilità di conversare in una chat room, pratica assai meno diffusa rispetto ai social network attualmente disponibili. All'epoca, gli utenti di quei servizi erano considerati "tecnologici" (laddove oggi la frequentazione dei social è ritenuta alla portata di chiunque). Uno dei primi casi di privacy riguardò MySpace, a causa di "stalking verso minorenni, bullismo e problemi di riservatezza", che inevitabilmente portarono all'adozione di "requisiti di età ed altre misure di sicurezza". Nella società attuale è molto comune che si verifichino eventi come lo stalking e il "catfishing".
Secondo Kelly Quinn, "l'uso dei social media è diventato onnipresente, con il 73% di tutti gli adulti statunitensi che oggi utilizzano siti di social network e livelli di utilizzo significativamente più elevati tra i giovani adulti e le donne". I siti di social media sono cresciuti in popolarità nell'ultimo decennio e continuano a crescere. La maggioranza della popolazione degli Stati Uniti utilizza un qualche tipo di sito di social media.

## Cause
Parecchie cause hanno contribuito alla cosiddetta invasione della privacy attraverso le piattaforme social. È stato riconosciuto che "per loro stessa natura, le tecnologie dei social media contrastano con i meccanismi di controllo e di accesso alle informazioni personali, in quanto la condivisione dei contenuti generati dagli utenti è un elemento centrale della loro funzione". Ciò dimostra che le imprese di social networking hanno bisogno che le informazioni private divengano pubbliche perché i loro siti possano operare. Richiedono che le persone condividano e si colleghino tra loro. Non è necessariamente un male; però ci si deve rendere conto dei problemi di privacy. Anche con le impostazioni di privacy (privacy settings), i post inseriti in internet possono venire condivisi oltre la cerchia di chi segue (follower) un utente, o dei suoi amici. Uno dei motivi è che "la legge inglese è attualmente incapace di proteggere, quelli che condividono sui social media, dal rischio che le loro informazioni siano diffuse oltre le loro intenzioni". C'è sempre la possibilità che le informazioni siano diffuse on line non intenzionalmente. Una volta che qualcosa è "postato" su internet, cessa di essere privato e diventa pubblico. Gli utenti possono attivare le impostazioni di privacy sui loro account; ma ciò non garantisce che le informazioni non vadano oltre i destinatari desiderati. Immagini e post possono essere salvati e mai veramente cancellati. Nel 2013 il Pew Research Center rilevò che "il 60% degli utenti Facebook adolescenti hanno profili privati". Un tanto prova che la privacy è senz'altro qualcosa che la gente vuole ancora ottenere.
La vita delle persone diventa molto più pubblica a causa dei social. I siti di social media hanno permesso alle persone di connettersi con molte più altre rispetto a quel che si potrebbe ottenere solo con interazioni a quattrocchi. Ci si può connettere a soggetti di tutto il mondo che non avremmo mai avuto la possibilità di incontrare personalmente. Anche se questo può avere dei vantaggi, suscita molte preoccupazioni in termini di privacy. Possono essere "postate" informazioni di una persona, che essa non avrebbe mai voluto diffondere. Nel libro It's Complicated l'autore, Danah Boyd, spiega che alcuni "credono che la disponibilità a condividere in spazi pubblici — e, con quasi totale certezza, qualsiasi atto di esibizionismo e pubblicità — sia incompatibile con il desiderio di privacy personale". Una volta che qualcosa è "postato" su internet, diviene accessibile a molti e può anche essere condiviso oltre i supposti amici o follower. Molti datori di lavoro oggi esaminano i social media di una persona prima di affidarle un incarico o di assumerla. La capacità di raggiungere la privacy è un processo senza fine. Boyd osserva che "per ottenere la privacy occorre la capacità di controllare la situazione sociale destreggiandosi tra spunti contestuali complessi, possibilità tecniche e dinamiche sociali". La società cambia costantemente; perciò, per ottenere la privacy regolarmente si deve cambiare l'attitudine a comprendere le situazioni sociali.

### Vari livelli di privacy offerti
I siti social possono offrire livelli diversi di privacy. Per alcuni come Facebook, il sito incoraggia a fornire le vere generalità ed altre informazioni (in una pagina detta "Profilo"). Queste informazioni di solito comprendono data di nascita, indirizzo attuale, numero/i di telefono. Alcuni siti permettono di mettere altre informazioni personali come interessi, passatempo, preferenze su libri e film, e perfino la condizione nelle relazioni sentimentali. Tuttavia, ci sono altri social network, come Match.com (sito di incontri), dove si preferisce perlopiù restare anonimi. Pertanto, associare gli utenti alle loro identità reali a volte può essere piuttosto difficile. Nondimeno, gli individui possono talvolta essere identificati con la reidentificazione del volto. Sono stati fatti studi su due importanti siti social, ed è emerso che, sovrapponendo il 15% delle fotografie simili, le immagini del profilo con immagini simili su più siti possono essere abbinate per identificare gli utenti.

### Preoccupazione delle persone

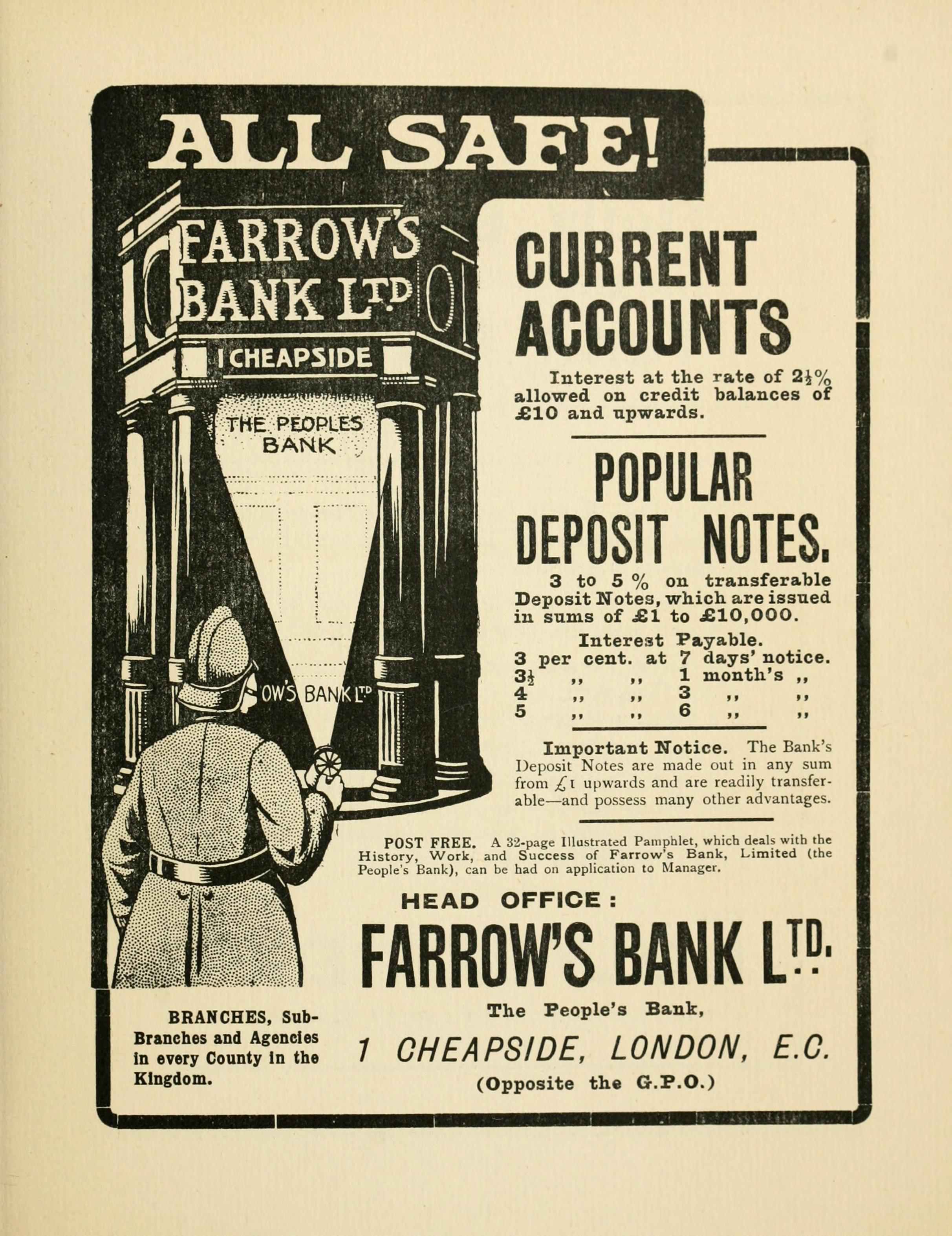
"La porta aperta di John Bull: un appello perché venga chiusa ". Illustrazione del 1909. (University of California Libraries)

"Secondo una ricerca condotta dal Boston Consulting Group, la riservatezza dei dati personali è una questione fondamentale per il 76 per cento dei consumatori globali e per l'83 per cento dei consumatori USA." Sei americani su dieci (61%) hanno detto che vorrebbero fare di più per proteggere la privacy.
Per i siti che spingono gli utenti a rivelare le loro informazioni, si è notato che la maggioranza di essi non ha difficoltà a condividerle con un gran numero di persone. Nel 2005 è stato condotto uno studio per analizzare i dati di 540 profili Facebook di studenti iscritti alla Carnegie Mellon University. È emerso che l'89% degli utenti ha fornito nomi autentici e il 61% ha fornito una propria fotografia per facilitare l'identificazione. La maggior parte degli utenti non ha modificato le impostazioni di privacy, consentendo a molti sconosciuti di accedere alle loro informazioni personali (le impostazioni predefinite originariamente permettevano ad amici, amici di amici, e non-amici dello stesso network di vedere completamente il profilo di un dato utente). È possibile per gli utenti bloccare altri utenti che vogliono trovarli su Facebook, ma questo dev'essere impostato come scelta individuale, e non sembrerebbe, pertanto, essere comunemente usato da tanta gente. Gli utenti perlopiù non sono consapevoli che seppure utilizzino le funzionalità di sicurezza su Facebook le impostazioni predefinite sono ripristinate dopo ogni aggiornamento. Tutto ciò ha suscitato molte preoccupazioni circa il fatto che gli utenti mostrino sui siti social tantissime informazioni che potrebbero influire assai seriamente sulla loro privacy. Facebook è stato criticato per la percezione di un certo lassismo in materia di privacy nell'impostazione predefinita degli utenti.
Il paradosso della privacy
Il "paradosso della privacy" è un fenomeno che si verifica quando i soggetti, che affermano di preoccuparsi per la loro privacy online, nulla fanno per rendere sicuri i loro account. Inoltre, mentre le persone aggiungono precauzioni di sicurezza per altri account online, come quelli legati a banche o finanza, ciò non avviene con i loro account dei social media. Tra queste precauzioni di sicurezza elementari o semplici si annoverano la cancellazione di cookie e cronologia del browser, o controllarsi il computer alla ricerca di spyware. Alcuni possono attribuire questa inazione al "pregiudizio della terza persona". Ciò capita quando le persone sono consapevoli dei rischi, ma poi non credono che questi rischi valgano per loro o riguardino loro come singoli. Spesso il rischio di essere esposti a svantaggi per le informazioni private condivise su Internet passa in secondo piano rispetto al piacere di condividere informazioni squisitamente personali che rafforzano il fascino dell'utente dei social media.
Nello studio di Van der Velden e El Emam, gli adolescenti sono descritti come "utenti attivi dei social media, che sembrano preoccuparsi della privacy, ma che rivelano anche una notevole quantità di informazioni personali". Ciò solleva la questione di ciò che dovrebbe essere gestito privatamente sui social media ed è un esempio del paradosso della privacy. Questo studio in particolare ha esaminato gli adolescenti con malattie mentali e il modo in cui interagiscono sui social media. I ricercatori hanno scoperto che "è un luogo in cui i pazienti adolescenti si tengono aggiornati sulla loro vita sociale, ma non è visto come un luogo in cui discutere della loro diagnosi e del loro trattamento". Pertanto, i social media sono un forum che richiede autoprotezione e privacy. La privacy dovrebbe essere una preoccupazione principale, soprattutto per gli adolescenti che potrebbero non essere del tutto informati sull'importanza e sulle conseguenze dell'uso pubblico rispetto a quello privato. Ad esempio, la "discrepanza tra le preoccupazioni dichiarate per la privacy e la divulgazione di informazioni private".

#### Consapevolezza dell'utente nei siti di social network

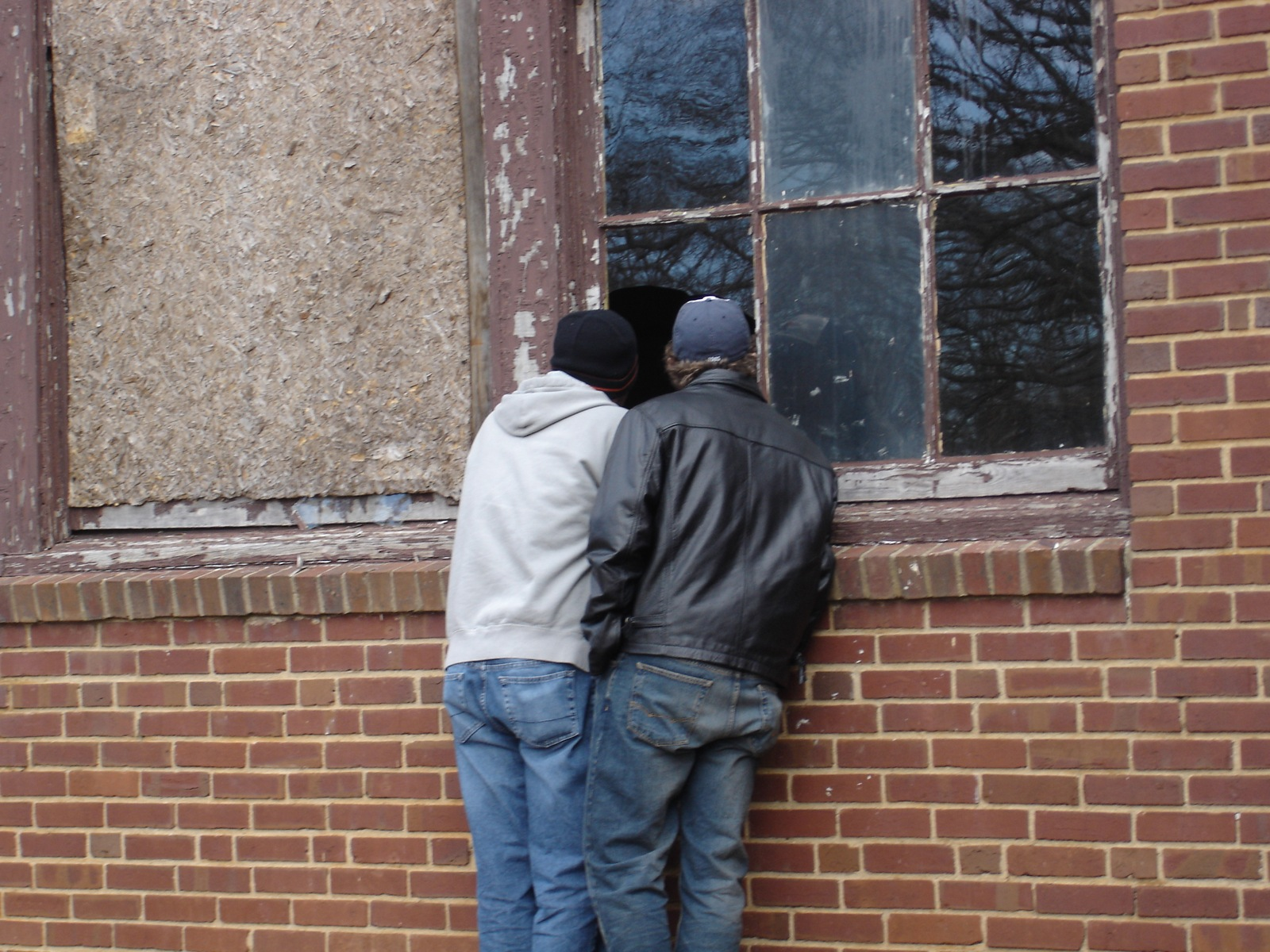
Peeping Toms

Gli utenti sono spesso i bersagli e le fonti di informazioni nei social network. Gli utenti lasciano "impronte digitali" (digital footprint) durante la navigazione nei siti o nei servizi di social network. Alcuni studi online hanno dimostrato che gli utenti si fidano dei siti web e dei social network. Per quanto riguarda la fiducia, "la fiducia è definita in (Mayer, Davis e Schoorman, 1995) come "la volontà di una parte di essere vulnerabile alle azioni di un'altra parte sulla base dell'aspettativa che l'altra compia una particolare azione importante per il trustor [in questo contesto: "la persona che si affida"], indipendentemente dalla capacità di monitorare o controllare l'altra parte" (p. 712)". Un sondaggio eseguito dalla Carnegie Mellon University trovò che la maggior parte degli utenti aveva fornito i propri indirizzo, numeri di telefono ed altre informazioni personali, palesemente senza essere consapevole delle conseguenze derivanti dal condividere certi dati. A ciò si aggiunge il fatto che gli utenti dei social network provengono da diverse città, villaggi remoti, Paesi, culture, tradizioni, religioni, background, classi economiche, background educativo, fusi orari e così via, il che evidenzia il notevole vuoto di consapevolezza.
Le conclusioni del saggio sul sondaggio suggeriscono, "Questi risultati mostrano che l'interazione di fiducia e attenzione alla privacy nei siti social non è compresa a sufficienza per consentire un'adeguata modellazione di comportamento ed attività. I risultati dello studio incoraggiano ulteriori ricerche nel tentativo di comprendere lo sviluppo delle relazioni nell'ambiente sociale online e le ragioni delle differenze di comportamento sui diversi siti".
Come riferimento, un'indagine condotta tra gli utenti dei social network presso la Carnegie Mellon University ha indicato le seguenti ragioni per la mancanza di consapevolezza da parte degli utenti: 
1. La non considerazione dei rischi per la privacy da parte delle persone a causa della fiducia nella privacy e nella protezione (asseritamente) offerta dai siti di social network.
2. Disponibilità dei dati personali dell'utente a strumenti/applicazioni di terze parti.
3. Le API e i framework consentono a qualsiasi utente, che abbia una discreta conoscenza, di estrarre i dati dell'utente.
4. Cross-site forgery e altre possibili minacce ai siti web.

È quindi assolutamente necessario migliorare la consapevolezza degli utenti in modo rapido, al fine di affrontare i crescenti problemi di sicurezza e di privacy causati dalla semplice inconsapevolezza degli utenti. Gli stessi siti di social network possono assumersi la responsabilità di rendere possibile tale consapevolezza attraverso metodi partecipativi con mezzi virtuali online.
Per migliorare la consapevolezza degli utenti, un metodo possibile è quello di organizzare corsi di formazione sulla privacy per consentire alle persone di comprendere i problemi di privacy legati all'uso dei siti web o delle applicazioni dei social media. I corsi di formazione possono includere informazioni su come determinate aziende o app contribuiscono a proteggere la privacy degli utenti e sulle abilità per proteggere la privacy degli utenti.
Gli studi hanno anche dimostrato che l'alfabetizzazione alla privacy ha un ruolo nel migliorare l'uso delle misure di protezione della privacy e che le persone attente alla privacy sono meno propense a utilizzare i servizi online e a condividere le informazioni personali.

### Metodi di accesso ai dati
Esistono diversi modi per consentire a terzi di accedere alle informazioni degli utenti. Flickr è un esempio di sito web di social media che fornisce foto geotaggate consentendo agli utenti di visualizzare la posizione esatta del luogo in cui una persona sta viaggiando o soggiornando. Le foto geotaggate consentono agli utenti terzi di vedere facilmente dove si trova una persona o dove sta viaggiando. Cresce anche l'uso del phishing, che rivela informazioni sensibili tramite link e download segreti attraverso e-mail, messaggi e altre comunicazioni. I social media hanno aperto agli hacker un campo completamente nuovo per ottenere informazioni da messaggi e post normali.

#### Condividisione con terze parti
Quasi tutte le applicazioni più diffuse di Facebook, tra cui Farmville, Causes e Quiz Planet, condividono le informazioni degli utenti con società di pubblicità e monitoraggio. Anche se  la policy di privacy di Facebook. dice che possono fornire agli inserzionisti "qualsiasi attributo non identificabile personalmente che abbiamo raccolto", quel social network viola la sua stessa regola. Se un utente fa clic su un'inserzione specifica in una pagina, Facebook invia agli inserzionisti l'indirizzo dell'utente di questa pagina, che porta direttamente a una pagina del profilo. In questo caso, è facile identificare i nomi degli utenti. Ad esempio, Take With Me Learning è un'applicazione che consente a insegnanti e studenti di tenere traccia del loro processo accademico. L'applicazione richiede informazioni personali che comprendono il nome della scuola, il nome dell'utente, l'e-mail e l'età. Ma Take With Me Learning è stata creata da una società nota per aver raccolto illegalmente le informazioni personali degli studenti a loro insaputa e averle vendute a società pubblicitarie. Questa società ha violato il Children's Online Privacy Protection Act (COPPA), utilizzato per proteggere i bambini dal furto d'identità durante l'utilizzo di Internet.
Più recentemente, Facebook è stato messo in discussione per la raccolta dei dati degli utenti da parte di Cambridge Analytica. Cambridge Analytica raccoglieva dati dagli utenti di Facebook dopo che questi avevano accettato di rispondere a un questionario psicologico. Non solo Cambridge Analytica ha potuto accedere ai dati della persona che ha partecipato al sondaggio, ma anche a tutti i dati degli amici di Facebook di quella persona. Questi dati sono stati poi utilizzati per influenzare le convinzioni delle persone nella speranza che votassero per un determinato politico. Sebbene ciò che Cambridge Analytica aveva fatto raccogliendo i dati potesse essere eventualmente illegale, poi trasferì i dati acquisiti a terzi in modo che potessero essere usati per influenzare gli elettori. Facebook è stato multato per 500 000 sterline nel Regno Unito, per 5 miliardi di dollari (4 miliardi di sterline) negli Stati Uniti e nel 2020 è stato portato in tribunale dall'autorità australiana per la tutela della privacy con il rischio di subire una multa di 1,7 milioni di dollari australiani (860 000 sterline).

#### API
Si definisce application programming interface (API) un insieme di routine, protocolli e strumenti per la creazione di applicazioni software. Utilizzando un linguaggio di interrogazione, la condivisione di contenuti e dati tra comunità e applicazioni è diventata molto più semplice.
Le API semplificano tutto ciò limitando l'accesso dei programmi esterni a un insieme specifico di funzionalità, abbastanza spesso, richieste di dati di un tipo o di un altro. Le API definiscono chiaramente il modo in cui un programma interagisce con il resto del mondo del software, risparmiando tempo.
Un'API consente al software di "parlare con altri software". Inoltre, un'API può raccogliere e fornire informazioni che non sono pubblicamente accessibili. Ciò è estremamente allettante per i ricercatori, dato il maggior numero di possibili percorsi di ricerca. L'uso di un'API per la raccolta dei dati può essere un punto cruciale del dibattito sulla privacy, perché se da un lato i dati possono essere anonimi, dall'altro la difficoltà è capire quando ciò diventa un'invasione della privacy. Le informazioni personali possono essere raccolte in massa, ma il dibattito sulla violazione della privacy verte sull'impossibilità di associare queste informazioni a persone specifiche.
Tuttavia, ci furono alcuni problemi con le API a causa dello scandalo tra Facebook e la società di consulenza politica Cambridge Analytica. È successo che "Facebook ha permesso a uno sviluppatore terzo di progettare un'applicazione al solo scopo di raccogliere dati. E lo sviluppatore è stato in grado di sfruttare un cavillo per raccogliere informazioni non solo sulle persone che hanno utilizzato l'applicazione, ma anche su tutti i loro amici, senza che questi lo sapessero".
Nel 2020 i critici hanno elogiato Apple e Google per le loro API di tracciamento dei contatti, che avevano specifiche tecniche attente alla privacy.

#### Motori di ricerca
I motori di ricerca sono un modo pratico per cercare informazioni evitando di consultare personalmente ogni sito (cosa peraltro impossibile, se si dovesse prendere alla lettera l'espressione). Si devono scrivere delle parole chiave in un riquadro della pagina web, per ottenere i risultati della ricerca. Naturalmente, i risultati potranno essere soddisfacenti se le parole chiave sono precise e corrette. Esistono molti motori di ricerca, e alcune pagine web conducono l'utente a siti fasulli che tentano di acquisire informazioni personali, o sono compromessi da virus. Altresì, alcuni motori di ricerca, come DuckDuckGo, sono progettati e realizzati per non violare la privacy di chi vi ricorre.

#### Dati di localizzazione
Nella maggior parte dei siti web di social media, la posizione geografica dell'utente può essere rilevata sia dagli utenti (attraverso applicazioni di check-in volontario come Foursquare e Facebook Places) sia dalle applicazioni (attraverso tecnologie come la geolocalizzazione dell'indirizzo IP, la triangolazione della rete cellulare, l'RFID e il GPS). L'approccio utilizzato è meno importante del risultato: il contenuto prodotto è associato alla posizione geografica in cui l'utente lo ha prodotto. Inoltre, molte applicazioni associano ai contenuti altre forme di informazioni come la lingua del sistema operativo, il tipo di dispositivo e l'ora di acquisizione. Il risultato è che "postando", twittando o scattando foto, gli utenti producono e condividono un'enorme quantità di informazioni personali.

#### Compromissione di email e numero di telefono
Molte grandi piattaforme rivelano parzialmente indirizzo mail o numero telefonico di un utente quando utilizza la funzione "password dimenticata". Spesso l'intero indirizzo e-mail può essere ricavato dalla porzione visibile sul sistema di riattivazione, e le cifre del telefono possono essere confrontate con numeri noti.

### Vantaggi dai dati (condivisi)

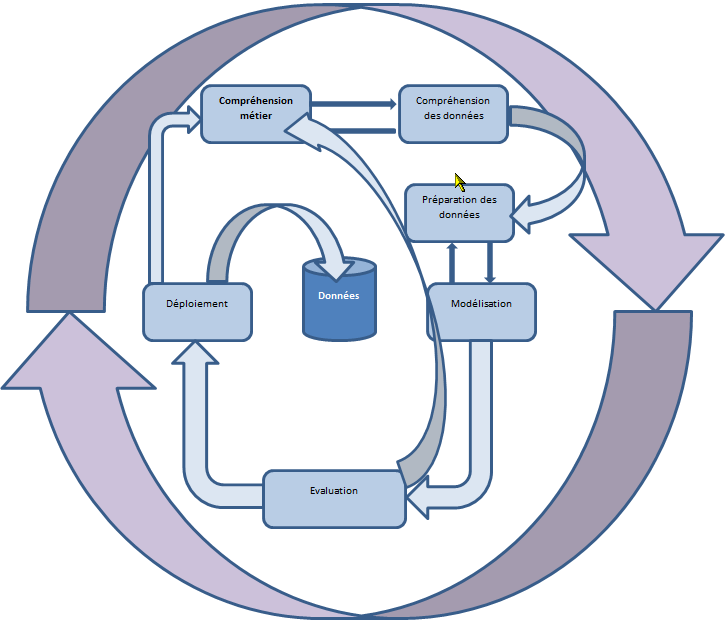
Fasi del processo CRISP-DM (CRoss-Industry Standard Process for Data Mining)

Usando questi dati accessibili assieme alla tecnologia data mining, le informazioni possono essere usate in vari modi per migliorare il servizio clienti.
In base ai retweet, ai like e agli hashtag, Twitter (oggi X) può consigliare alcuni argomenti e annunci pubblicitari. I suggerimenti di Twitter su chi seguire sono scelti mediante questo sistema di raccomandazione. I siti di commercio elettronico, come Amazon, fanno uso delle informazioni degli utenti per raccomandare articoli da acquistare. Le raccomandazioni si fondano quantomeno su precedenti acquisti, sul "carrello" (di e-commerce), e sulla lista dei desideri. L'analisi di affinità è una tecnica di data mining usata per capire il comportamento dei clienti in fatto di acquisti.
Usando metodi di apprendimento automatico, si può prevedere se un utente è un potenziale follower di Starbucks. In tal caso, è possibile migliorare la qualità e la copertura delle applicazioni. In aggiunta, si possono usare profili di utenti per identificare utenti simili.

## Problemi di privacy
Alcuni studi hanno dimostrato che la convinzione delle persone circa il diritto alla privacy è il fattore che più influenza il loro atteggiamento nei confronti della privacy online.

### Profilazione sociale e divulgazione a terzi
Il Privacy Act of 1974 (una legge federale USA) dichiara:
"Nessuna agenzia può divulgare alcun record contenuto in un sistema di record con qualsiasi mezzo di comunicazione a qualsiasi persona o a un'altra agenzia, se non in seguito a una richiesta scritta o con il previo consenso scritto della persona a cui il record si riferisce [fatte salve 12 eccezioni]".
In questo contesto, la divulgazione si riferisce a qualsiasi mezzo di comunicazione, sia esso scritto, orale, elettronico o meccanico. Ciò significa che alle agenzie è vietato fornire o divulgare le informazioni di un individuo senza che quest'ultimo abbia dato il proprio consenso al rilascio di tali informazioni. Tuttavia, spetta all'individuo dimostrare che si è verificata una divulgazione illecita o una divulgazione in generale.
Sebbene il Privacy Act of 1974 faccia molto per limitare l'invasione della privacy attraverso la divulgazione da parte di terzi, elenca pure una serie di dodici eccezioni che ritengono ammissibile la divulgazione:
1. Per i membri di un'agenzia che "necessitano" di tali informazioni "nell'esercizio delle loro funzioni".
2. Se il Freedom of Information Act richiede tali informazioni.
3. Se le informazioni divulgate "sono compatibili con lo scopo per cui sono state raccolte".
4. Se il Bureau of Census ha bisogno di tali informazioni per completare un particolare censimento.
5. Se la terza parte informa esplicitamente l'individuo che le informazioni raccolte serviranno solo come forma di "ricerca statistica" e non sono "identificabili individualmente".
6. Se è storicamente così rilevante da essere aggiunto alla National Archives and Records Administration.
7. Se tali informazioni sono state richieste da un'autorità di polizia.
8. Se tali informazioni sono ritenute utili per la "salute o la sicurezza di un individuo".
9. Se tali informazioni sono richieste dalla Camera del Congresso o da una delle sue sottocommissioni.
10. Se tali informazioni sono richieste dal capo del Government Accountability Office o da uno "dei suoi rappresentanti autorizzati".
11. Se tali informazioni sono richieste tramite un'ordinanza del tribunale.
12. Se tali informazioni sono richieste attraverso il Fair Debt Collection Practices Act (legge sulla riscossione "equa" dei debiti).
La profilazione sociale consente a Facebook e ad altri siti di social network di filtrare gli annunci pubblicitari, assegnandone di specifici a gruppi di età, di genere e persino di etnia.
Siti di aggregazione di dati come Spokeo hanno evidenziato la fattibilità dell'aggregazione di dati sociali attraverso i siti sociali e l'integrazione con i registri pubblici. Uno studio del 2011 ha evidenziato questi problemi misurando la quantità di fuga non deliberata di informazioni su un gran numero di utenti con un numero variabile di social network. Ha identificato e misurato le informazioni che potrebbero essere utilizzate negli attacchi contro la sicurezza fondati su informazioni attinte surrettiziamente.
Alcuni studi hanno inoltre evidenziato che la maggior parte dei social network fornisce involontariamente informazioni personali a siti pubblicitari e di tracciamento di terze parti. Ciò solleva il problema dell'invio involontario di informazioni private a siti pubblicitari di terze parti tramite stringhe di referer o cookie.
I sostenitori delle libertà civili temono che i siti di social network, in particolare Facebook, abbiano ridotto notevolmente la riservatezza degli utenti in molti modi. Innanzitutto, quando le piattaforme di social media memorizzano dati privati, hanno anche accesso completo a quel materiale. Per sostenere la loro redditività, applicazioni come Facebook esaminano e commercializzano le informazioni personali registrando i dati attraverso i cookie, piccoli file che accumulano i dati sul dispositivo di una persona. Le aziende, come Facebook, conservano in archivio un'ampia quantità di informazioni private sugli utenti, riguardanti "i gusti, le antipatie e le preferenze" degli individui, che hanno un valore elevato per gli operatori di marketing. Dato che Facebook rivela le informazioni degli utenti alle organizzazioni pubblicitarie e di marketing, nei feed di notizie appariranno sponsorizzazioni personalizzate basate sul "comportamento di navigazione, gli hobby o le preferenze della cultura pop". Per questi motivi, i critici di Facebook temono che le società di social network possano cercare di fare affari con gli azionisti condividendo le informazioni degli utenti in cambio di profitti. Inoltre, sostengono che, dal momento che Facebook crea un'illusione di privacy grazie a una piattaforma "per soli amici", gli individui sono più inclini a mostrare più informazioni personali online. Secondo i critici, gli utenti potrebbero accorgersi che le sponsorizzazioni e gli spot pubblicitari sono fatti su misura per i loro dati privati, il che potrebbe provocare un senso di tradimento.
Per quanto riguarda l'Unione europea, si applica il GDPR.

### Istituzionali
Diverse istituzioni hanno espresso preoccupazione per la mancanza di privacy degli utenti sui siti di social network. Tra queste, le scuole, le biblioteche e le agenzie governative.

#### Biblioteche
Le biblioteche, in particolare, essendo sensibili alla privacy degli individui, hanno discusso sulla possibilità di consentire agli utenti di accedere ai siti di social networking sui computer delle biblioteche pubbliche. Sebbene solo il 19% dei bibliotecari esprima una reale preoccupazione per la privacy dei social network, essi hanno espresso in modo particolarmente esplicito le loro preoccupazioni. Alcune hanno sostenuto che la mancanza di privacy che si riscontra nei siti di social network è contraria all'etica sostenuta dalle organizzazioni bibliotecarie, che dovrebbero quindi essere estremamente caute nel trattare con loro. I sostenitori di questo punto di vista si basano sul codice etico della American Library Association e del Chartered Institute of Library and Information Professionals con sede nel Regno Unito, che afferma l'impegno a sostenere la privacy come diritto fondamentale. Nel 2008 uno studio condotto in quattordici biblioteche pubbliche del Regno Unito ha rilevato che il 50% bloccava l'accesso ai siti di social network. Anche molte biblioteche scolastiche hanno bloccato Facebook per paura che i bambini possano divulgare troppe informazioni su Facebook. Tuttavia, a partire dal 2011, Facebook si è adoperato per combattere questa preoccupazione cancellando i profili degli utenti di età inferiore ai tredici anni.

## Danni potenziali

### Furto d'identità

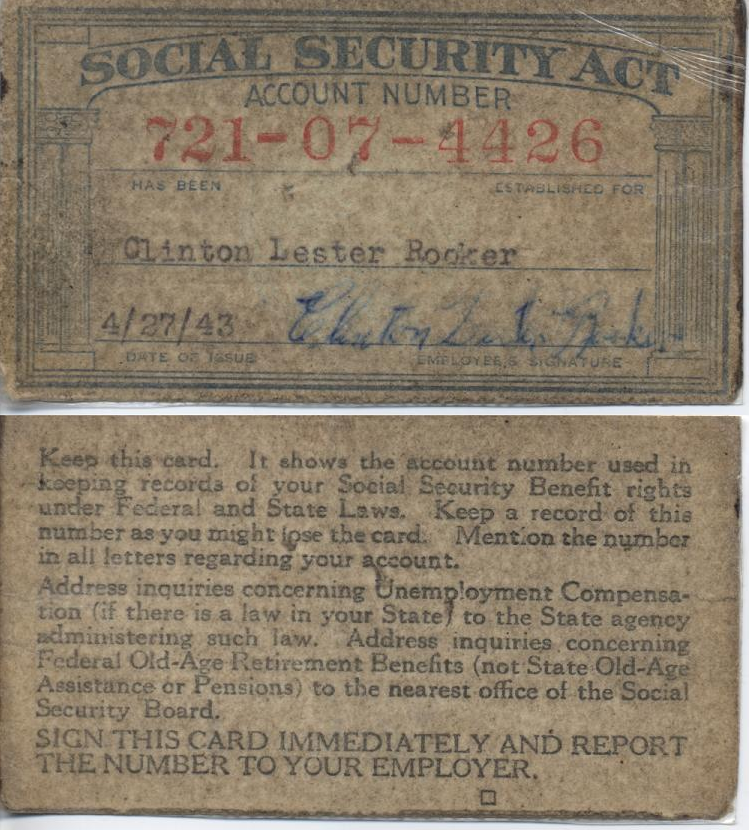
Una social security card emessa nel 1943

Poiché le informazioni fornite sono numerose, si possono dedurre altri dati, come il numero di previdenza sociale della persona, che può essere utilizzato per il furto d'identità. Nel 2009 i ricercatori della Carnegie Mellon University hanno pubblicato uno studio che dimostra che è possibile desumere la maggior parte e talvolta la totalità del numero di previdenza sociale a 9 cifre di un individuo utilizzando le informazioni raccolte dai social network e dai database online. (Si veda Predicting Social Security Numbers from Public Data di Acquisti e Gross). In reazione, diversi gruppi hanno consigliato agli utenti di non mostrare il proprio numero o di nasconderlo agli "amici" di Facebook che non conoscono personalmente. Si sono verificati anche casi di utenti che hanno subito il furto di immagini dai siti di social network per favorire il furto di identità. Secondo l'Huffington Post, il consulente informatico bulgaro Bogomil Shopov ha affermato in un recente blog di aver acquistato le informazioni personali di oltre 1 milione di utenti di Facebook, al prezzo incredibilmente basso di 5 dollari. Secondo quanto riferito, i dati includevano i nomi completi degli utenti, gli indirizzi e-mail e i link alle loro pagine Facebook. Le seguenti informazioni potrebbero essere utilizzate per rubare l'identità degli utenti: Nome e cognome, compreso il secondo nome, data di nascita, città natale, stato di parentela, informazioni sulla residenza, altri hobby e interessi.

### Preadolescenti e adolescenti
Tra tutte le altre fasce d'età, in generale, le vittime più vulnerabili di comportamenti di condivisione di informazioni private sono i preadolescenti e i primi adolescenti. Secondo le ricerche, molti adolescenti ritengono che i social media e i servizi di social networking siano importanti per costruire relazioni e amicizie. Da questo fatto derivano preoccupazioni per la privacy, come il furto di identità, il furto di informazioni personali e l'utilizzo dei dati da parte delle aziende pubblicitarie. Oltre a usare i social media per stabilire relazioni, gli adolescenti usano i servizi di social networking per scopi politici e per ottenere informazioni. Tuttavia, a volte i social media possono diventare il luogo di molestie e dibattiti politici irrispettosi che alimentano il risentimento e aumentano i problemi di privacy.
Numerosi siti web sono stati sottoposti a limitazioni di età, ma la loro efficacia è discutibile. I risultati hanno rivelato che le opportunità informative sulla privacy di Internet e le preoccupazioni di genitori, insegnanti e coetanei giocano un ruolo significativo nell'influenzare il comportamento degli utenti di Internet in merito alla privacy online. Inoltre, altri studi hanno rilevato che l'aumento della preoccupazione degli adolescenti nei confronti della loro privacy porterà anche a una maggiore probabilità che essi adottino comportamenti di protezione della privacy. Nella cultura tecnologica in cui si sta sviluppando la società, non solo dovrebbero essere sensibilizzati gli adolescenti e i genitori, ma la società nel suo complesso dovrebbe riconoscere l'importanza della privacy online.
I preadolescenti e i primi adolescenti sono particolarmente sensibili alle pressioni sociali che incoraggiano i giovani a rivelare dati personali quando pubblicano online. Gli adolescenti spesso pubblicano informazioni sulla loro vita personale, come le attività che stanno svolgendo, la condivisione della loro posizione attuale, le persone con cui passano il tempo, nonché i loro pensieri e le loro opinioni. Tendono a condividere queste informazioni perché non vogliono sentirsi esclusi o giudicati da altri adolescenti che già praticano queste attività di condivisione. Gli adolescenti sono motivati a tenersi aggiornati sugli ultimi pettegolezzi, sulle tendenze del momento e sulle notizie di tendenza e, così facendo, si permettono di diventare vittime di cyberbullismo, di stalking e, in futuro, potrebbero essere potenzialmente danneggiati nel perseguire opportunità di lavoro e, nel contesto della privacy, diventano più inclini a condividere le loro informazioni private al pubblico. Questo aspetto è preoccupante perché i preadolescenti e gli adolescenti sono i meno informati su quanto siano pubblici i social media, su come proteggersi online e sulle conseguenze dannose che potrebbero derivare dalla condivisione di troppe informazioni personali online. Poiché sempre più giovani si iscrivono ai siti di social media, credono che sia accettabile postare qualsiasi cosa pensino, senza rendersi conto del danno potenziale che quelle informazioni possono arrecare loro e di come stiano sacrificando la propria privacy. "Gli adolescenti condividono più informazioni su se stessi sui siti di social media rispetto al passato". I preadolescenti e gli adolescenti condividono informazioni su siti di social media come Facebook, Snapchat, Instagram, Twitter, Pinterest e altri ancora, pubblicando foto e video di se stessi senza rendersi conto della privacy che stanno sacrificando. Gli adolescenti pubblicano il loro vero nome, le date di nascita e gli indirizzi e-mail sui loro profili di social media. I ragazzi sono meno mobili di quanto non lo fossero in passato. Tutto ciò che questi adolescenti fanno online è per rimanere nel giro delle opportunità sociali, e il problema è che lo fanno in un modo che non solo è rintracciabile, ma in un ambiente molto persistente che motiva le persone a continuare a condividere informazioni su di loro. Di conseguenza, continuano a utilizzare siti di social media come Facebook, pur sapendo che esistono potenziali rischi per la privacy.
Anche la California sta prendendo provvedimenti per proteggere la privacy di alcuni utenti dei social media dai loro stessi giudizi. Nel 2013 la California ha emanato una legge che impone ai siti di social media di consentire ai giovani utenti registrati di cancellare i propri commenti dai siti. È un primo passo negli Stati Uniti verso il "diritto all'oblio" di cui si è discusso per circa dieci anni in tutto il mondo.

### Predatori sessuali
La maggior parte dei principali siti di social network si impegna a garantire che l'uso dei loro servizi sia il più sicuro possibile. Tuttavia, a causa dell'elevato contenuto di informazioni personali inserite nei siti di social network e della possibilità di nascondersi dietro una pseudo-identità, tali siti sono diventati sempre più appetibili per i predatori sessuali online. Inoltre, la mancanza di meccanismi di verifica dell'età è fonte di preoccupazione in queste piattaforme di social network. Tuttavia, è stato anche suggerito che la maggior parte di costoro è semplicemente passata all'utilizzo dei servizi forniti da Facebook. Anche se i numeri possono rimanere piccoli, è stato notato che il numero di predatori sessuali sorpresi a usare i siti di social network è in aumento e ha ormai raggiunto una frequenza quasi settimanale. Nei casi peggiori, i bambini sono diventati vittime di pedofili o sono stati attirati a incontrare sconosciuti. Si dice che i predatori sessuali possano nascondersi anonimamente nei meandri del cyberspazio e accedere ai profili delle vittime online. Alcuni casi molto pubblicizzati hanno dimostrato la minaccia rappresentata dagli utenti, come Peter Chapman che, sotto falso nome, ha ottenuto più di tremila "amici" e ha violentato e ucciso una ragazza di 17 anni nel 2009. In un altro caso, una dodicenne di Evergreen è stata ritrovata dall'FBI con l'aiuto di Facebook, grazie al fatto che la madre era venuta a conoscenza di una conversazione della figlia con un uomo conosciuto sul popolare social network.

### Stalking

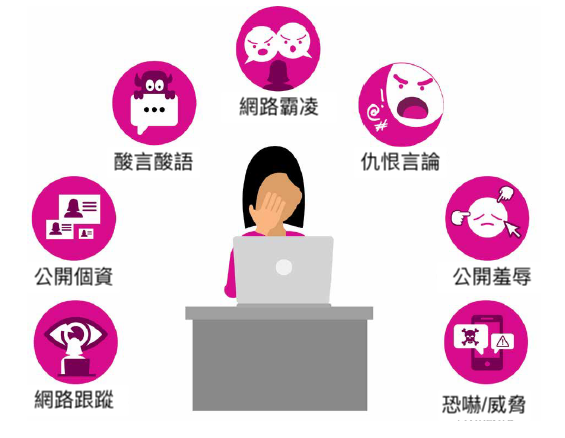
Molestie online contro le giornaliste

È stata notata e condivisa la potenziale capacità di stalking degli utenti sui siti di social networking. I siti di social networking più diffusi consentono di creare facilmente una rete di amici e conoscenti e di condividere con loro foto, luoghi, informazioni di contatto e interessi senza mai avere la possibilità di incontrarli. Con la quantità di informazioni che gli utenti pubblicano su Internet, è facile che diventino vittime di stalking senza nemmeno rendersi conto del rischio. Il 63% dei profili di Facebook è visibile al pubblico, il che significa che se si cerca il nome di una persona su Google e si aggiunge "+Facebook" nella barra di ricerca, si vedrà quasi tutto il suo profilo. Uno studio sui profili Facebook degli studenti della Carnegie Mellon University ha rivelato che circa 800 profili riportavano la residenza attuale e almeno due classi oggetto di studio, consentendo teoricamente di conoscere la posizione precisa degli individui in momenti specifici. AOL ha suscitato polemiche per il suo instant messenger AIM, che permette agli utenti di aggiungere "amici" a loro insaputa, e quindi di tracciare quando un utente è online. Sono state sollevate preoccupazioni anche per la relativa facilità di leggere messaggi privati o e-mail sui siti di social network. Negli Stati Uniti, il cyberstalking è un reato che rientra nelle leggi statali contro lo stalking, la diffamazione e le molestie. Una condanna per cyberstalking può comportare un ordine restrittivo, la libertà vigilata o addirittura sanzioni penali contro l'aggressore, compreso il carcere.
Alcune applicazioni sono esplicitamente incentrate sul "cyber stalking". Un'applicazione chiamata "Creepy" può tracciare la posizione di una persona su una mappa utilizzando le foto caricate su Twitter o Flickr. Quando una persona carica delle foto su un sito di social network, gli altri sono in grado di tracciare la sua posizione più recente. Alcuni smartphone sono in grado di incorporare le coordinate di longitudine e latitudine nella foto e di inviare automaticamente queste informazioni all'applicazione. Chiunque utilizzi l'applicazione può cercare una persona specifica e trovare la sua posizione immediata. Questo comporta molte minacce potenziali per gli utenti che condividono le loro informazioni con un ampio gruppo di follower.
Facebook "Places" è un servizio di Facebook che rende pubbliche le informazioni sulla posizione degli utenti alla comunità di rete. Gli utenti possono fare il "check-in" in vari luoghi, tra cui negozi al dettaglio, minimarket e ristoranti. Inoltre, gli utenti possono creare il proprio "luogo", divulgando informazioni personali su Internet. Questa forma di localizzazione è automatizzata e deve essere disattivata manualmente. È necessario disattivare e modificare diverse impostazioni per garantire la privacy dell'utente. Secondo epic.org, agli utenti di Facebook si raccomanda di: (1) disattivare "Gli amici possono registrarmi su Places", (2) personalizzare "Luoghi in cui mi registro", (3) disattivare "Persone qui ora" e (4) deselezionare "Luoghi che ho visitato". Inoltre, la Federal Trade Commission ha ricevuto due reclami in merito alle pratiche commerciali "sleali e ingannevoli" di Facebook, utilizzate per indirizzare settori pubblicitari della comunità online. "Places" traccia le informazioni sulla posizione degli utenti ed è utilizzato principalmente a fini pubblicitari. Ogni posizione tracciata consente agli inserzionisti di terze parti di personalizzare gli annunci pubblicitari in base ai propri interessi. Attualmente, il Federal Trade Commissioner e l'Electronic Privacy Information Center stanno facendo luce sulla questione del tracciamento dei dati di localizzazione sui siti di social network.

### Fama involontaria
La fama involontaria può danneggiare il carattere, la reputazione, le relazioni, le possibilità di impiego e la privacy di una persona, violando in ultima analisi il suo diritto alla ricerca della felicità. Molti casi di fama involontaria hanno portato le vittime a intraprendere azioni legali. Il diritto all'oblio è un concetto giuridico che prevede la rimozione dai media delle informazioni un tempo disponibili al pubblico. Il diritto all'oblio è attualmente applicato nell'Unione Europea e in Argentina ed è stato riconosciuto in vari casi negli Stati Uniti, in particolare nel caso Melvin v. Reid. Tuttavia, il diritto all'oblio negli Stati Uniti è oggetto di controversie, in quanto è in conflitto con il diritto del pubblico di sapere e con il Primo Emendamento della Costituzione, che limita il "diritto alla libertà di parola e alla libertà di espressione" (Primo Emendamento).
Sono state sollevate preoccupazioni per la privacy anche a causa di una serie di incidenti di alto profilo che possono essere considerati imbarazzanti per gli utenti. Diversi meme su Internet sono nati sui siti di social network o sono stati utilizzati come mezzo per la loro diffusione su Internet. Nel 2002 un adolescente canadese è diventato noto come Star Wars Kid dopo che un video in cui utilizzava una mazza da golf come spada laser è stato pubblicato su Internet senza il suo consenso. Il video ha ottenuto un successo immediato, con grande imbarazzo dell'adolescente, che sostiene di averne sofferto. Insieme ad altri episodi di video pubblicati sui siti di social network, questo evidenzia la possibilità di trasferire rapidamente informazioni personali tra gli utenti.

### Impiego lavorativo
Le questioni relative alla privacy e all'occupazione stanno diventando un problema per quanto riguarda i siti di social network. Nel 2008, secondo le stime di CareerBuilder.com, un datore di lavoro su cinque effettuava ricerche sui siti di social networking per esaminare potenziali candidati (rispetto all'11% del 2006). Per la maggior parte dei datori di lavoro, tale azione consiste nell'acquisire informazioni sfavorevoli sui candidati. Ad esempio, il 41% dei manager considera le informazioni relative all'uso di alcol e droghe da parte dei candidati una delle principali preoccupazioni. Tra le altre preoccupazioni emerse attraverso i siti di social network vi sono le scarse capacità comunicative, le fotografie inappropriate, le qualifiche imprecise e la cattiva reputazione presso ex datori di lavoro/colleghi. Tuttavia, il 24% dei manager ha dichiarato che le informazioni trovate su un sito di social networking li hanno convinti ad assumere un candidato, suggerendo che l'immagine di un utente può essere utilizzata in modo vantaggioso (per i suoi interessi).
Sebbene non vi siano dubbi sul fatto che i datori di lavoro continueranno a utilizzare i siti di social network come strumento di monitoraggio del personale e di screening dei potenziali candidati, è stato rilevato che tali azioni possono essere illegali in alcune giurisdizioni. Secondo Workforce.com, i datori di lavoro che utilizzano Facebook o Myspace potrebbero andare incontro ad azioni legali; se un potenziale datore di lavoro utilizza un sito di social network per verificare un candidato al lavoro e poi lo rifiuta in base a ciò che vede, potrebbe essere accusato di discriminazione. Il 1º agosto 2012, l'Illinois si è allineato allo Stato del Maryland (legge approvata nel marzo 2012) nel vietare ai datori di lavoro l'accesso ai siti web dei social media dei propri dipendenti, attuali o potenziali. Anche altri Stati stanno prendendo in considerazione questo tipo di legislazione (California, Delaware, Massachusetts, Michigan, Minnesota, Missouri, New Jersey, New York, Ohio, South Carolina e Washington), così come il Congresso degli Stati Uniti. Nell'aprile 2012 è stato introdotto alla Camera dei Rappresentanti degli Stati Uniti il Social Networking Online Protection Act (2012 H.R. 5050) e nel maggio 2012 al Senato degli Stati Uniti il Password Protection Act of 2012 (2012 S. 3074), che vietano ai datori di lavoro di richiedere l'accesso ai siti web dei social media dei propri dipendenti.

### Furti in casa
Nel 2015 un ladro nella Contea di Orange (California) prese di mira 33 donne utilizzando i dati GPS incorporati nelle foto di Facebook e Instagram e ha rubato 250 000 dollari in elettronica e gioielli, oltre alla biancheria intima e ai reggiseni delle sue vittime. Un ex ladro sondava i social media per determinare quando le sue vittime erano fuori casa, cercando foto che suggerissero una vacanza. I post di Instagram che mostrano nuovi prodotti costosi sono stati utilizzati dai ladri per trovare le vittime, insieme ai post che mostrano le nuove case con il loro indirizzo. Un sondaggio condotto nel Regno Unito rilevò che il 78% dei ladri aveva usato Facebook e Twitter per trovare le vittime.

### Vittimizzazione online
I social network sono progettati per consentire agli individui di interagire socialmente con altre persone su Internet. Tuttavia, alcuni individui mettono in atto comportamenti sociali online indesiderati, che hanno un impatto negativo sulle esperienze online degli altri. Ciò ha creato un'ampia gamma di vittimizzazione interpersonale online. Alcuni studi hanno dimostrato che la vittimizzazione sui social network si manifesta soprattutto tra gli adolescenti e i giovani, e il tipo di vittimizzazione comprende avance e molestie sessuali. Recenti ricerche hanno indicato che circa il 9% delle vittimizzazioni online riguarda attività sui social network. Si è osservato che molte di queste vittime sono ragazze che sono state vittime sessuali su questi siti di social network. La ricerca conclude che molte delle vittimizzazioni sui social network sono associate ai comportamenti e alle interazioni degli utenti. I comportamenti sociali negativi, come gli atteggiamenti aggressivi e le discussioni su argomenti sessuali, motivano gli aggressori a raggiungere i loro obiettivi. Nel complesso, si promuovono comportamenti sociali online positivi per contribuire a ridurre ed evitare la vittimizzazione online.

### Sorveglianza

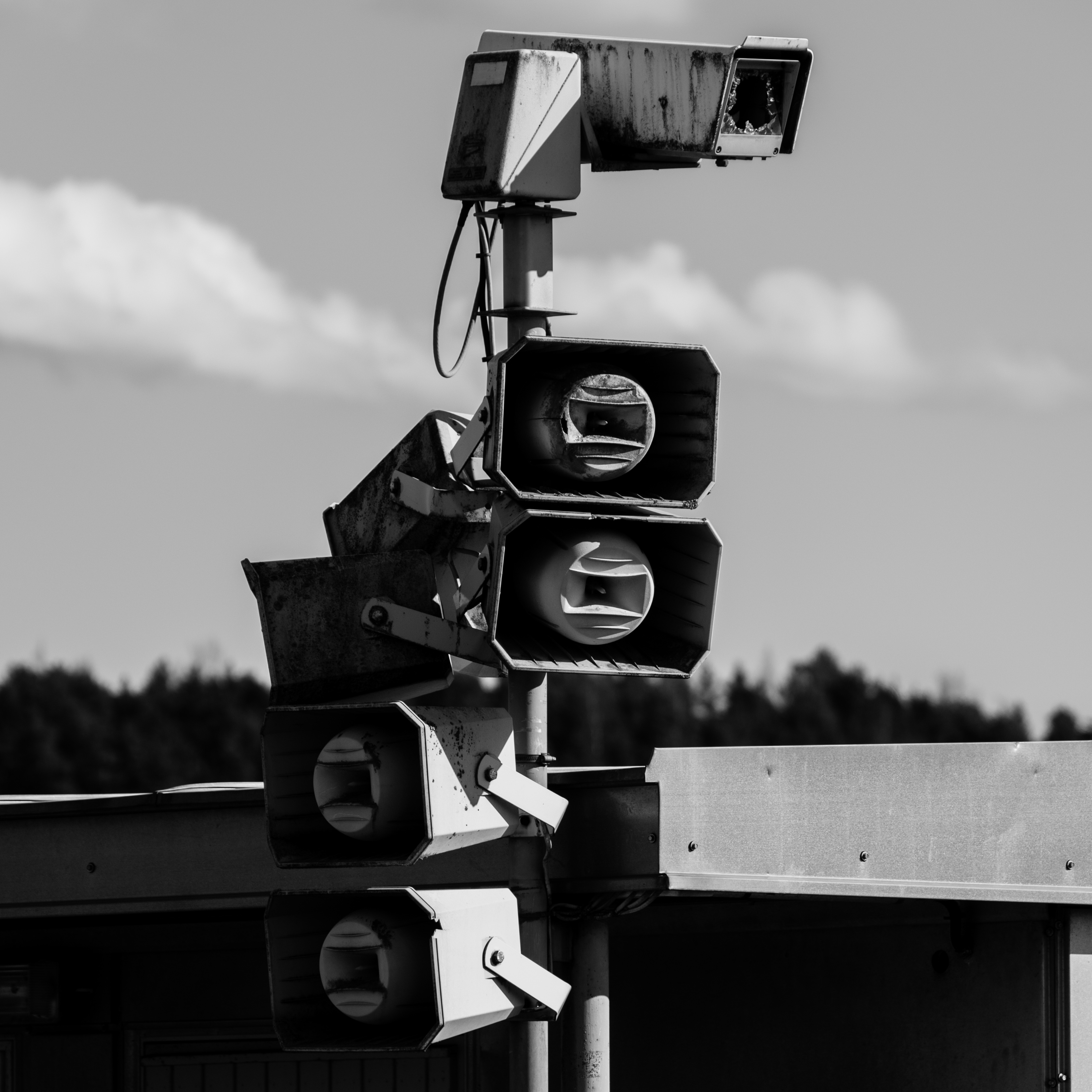
Big Brother is Watching You - Or Is He?

Sebbene il concetto di rete comunicativa mondiale sembri aderire al modello della sfera pubblica, le forze di mercato controllano l'accesso a tale risorsa. Nel 2010 un'inchiesta del Wall Street Journal scoprì che molte delle applicazioni più popolari di Facebook trasmettevano informazioni identificative sugli utenti e sui loro amici agli inserzionisti e alle società di tracciamento di Internet, in violazione delle direttive sulla privacy di Facebook. Il Wall Street Journal ha analizzato le dieci applicazioni più popolari di Facebook, tra cui FarmVille di Zynga con 57 milioni di utenti e Mafia Wars di Zynga con 21,9 milioni di utenti, e ha scoperto che trasmettevano gli ID degli utenti di Facebook agli aggregatori di dati. Ogni spostamento online lascia impronte informatiche che stanno rapidamente diventando materia di ricerca senza che le persone se ne rendano conto. L'uso dei social media per la ricerca accademica sta accelerando e sollevando preoccupazioni etiche, poiché le vaste quantità di informazioni raccolte da aziende private — tra cui Google, Microsoft, Facebook e Twitter — forniscono nuove informazioni su tutti gli aspetti della vita quotidiana. Il nostro "pubblico" sui social media è più grande di quanto pensiamo; i nostri follower o amici non sono gli unici a poter vedere informazioni su di noi. I siti di social media raccolgono dati da noi anche solo cercando qualcosa come "ristorante preferito" sul nostro motore di ricerca. Facebook si è trasformato da spazio pubblico a laboratorio comportamentale", si legge nello studio, che cita un progetto di ricerca di Harvard su 1 700 utenti di Facebook di un college in cui è stato possibile "deanonimizzare parti del set di dati", ovvero incrociare dati anonimi per rendere possibile l'identificazione degli studenti. Una ricerca di Facebook sul comportamento degli utenti ha rilevato che il 71% delle persone ha abbozzato almeno un post che non ha mai pubblicato. Un'altra ha analizzato 400 000 post e ha scoperto che la comunicazione dei figli con i genitori diminuisce di frequenza a partire dai 13 anni, ma poi aumenta quando vanno a vivere fuori casa.

### Polizia in agguato sui social
L'FBI dispone di agenti sotto copertura su Facebook, Twitter, MySpace e LinkedIn. Un esempio di come gli investigatori abbiano usato Facebook per catturare un criminale è il caso di Maxi Sopo. Accusato di frode bancaria e fuggito in Messico, era introvabile finché non ha iniziato a postare su Facebook. Sebbene il suo profilo fosse privato, la sua lista di amici non lo era e grazie a questo canale, dove ha incontrato un ex funzionario del Dipartimento di Giustizia, alla fine è stato catturato.
Negli ultimi anni, anche alcune forze dell'ordine statali e locali hanno iniziato a fare affidamento sui siti web dei social media come risorse. Sebbene per ottenere informazioni non condivise pubblicamente da o sugli utenti del sito sia spesso necessario un mandato di comparizione, le pagine pubbliche di siti come Facebook e MySpace offrono accesso a informazioni personali che possono essere preziose per le forze dell'ordine. I dipartimenti di polizia hanno riferito di utilizzare i siti web dei social media per facilitare le indagini, localizzare e rintracciare i sospetti e monitorare le attività delle bande.
Il 18 ottobre 2017, il Dipartimento per la Sicurezza Nazionale (DHS) avrebbe iniziato a utilizzare le informazioni personali raccolte tramite le piattaforme di social media per controllare gli immigrati in arrivo negli Stati Uniti. Il dipartimento ha reso nota questa nuova misura in un post sul Registro Federale nel settembre 2017, notando che "... i nomi utente pubblici dei social media, gli pseudonimi, le informazioni identificabili associate e i risultati delle ricerche ..." sarebbero stati inclusi nel file di immigrazione di un richiedente. Questo annuncio, che è stato fatto in modo relativamente discreto, ha ricevuto critiche da parte dei sostenitori della privacy.  Il Dipartimento di Sicurezza Nazionale ha rilasciato una dichiarazione a fine settembre 2017 in cui affermava che l'uso previsto dei social media non è una novità; un portavoce del dipartimento ha affermato che il DHS utilizza i social media per raccogliere informazioni da anni. Secondo una dichiarazione rilasciata alla National Public Radio, il DHS utilizza "... nomi utente pubblici dei social media, pseudonimi, informazioni identificabili associate e risultati di ricerca" per mantenere registri aggiornati sulle persone di interesse. Secondo il DHS, la pubblicazione nel Registro federale è stato uno sforzo di trasparenza per quanto riguarda le informazioni sui social media che vengono già raccolte dagli immigrati.
L'uso governativo di SMMS, o "Social Media Monitoring Software", può tracciare geograficamente le nostre comunicazioni. Può tracciare le nostre relazioni, reti e associazioni. Può monitorare le proteste, identificare i leader dei movimenti politici e sociali e misurare la nostra influenza". Anche lo SMMS è un settore in crescita. "Prodotti SMMS come XI Social Discovery, Geofeedia, Dataminr, Dunami e SocioSpyder (solo per citarne alcuni) vengono acquistati in massa da aziende Fortune 500, politici, forze dell'ordine, agenzie federali, appaltatori della difesa e militari. La CIA ha persino un fondo di rischio, In-Q-Tel, che investe nella tecnologia SMMS".

### Oclocrazia
L'idea dell'"oclocrazia" può essere descritta come una situazione in cui il controllo è detenuto da coloro che sono al di fuori dell'ambito convenzionale o legale. In reazione allo scandalo dello spionaggio di News of The World nel Regno Unito, è stata redatta una relazione per l'emanazione di nuove norme sulla privacy dei media.
L'autore britannico del Rapporto Leveson sull'etica della stampa britannica, giudice Leveson, ha richiamato l'attenzione sulla necessità di intervenire per proteggere la privacy su Internet. Questo movimento è descritto dal giudice Leveson come un megafono globale per il gossip: "Non c'è solo il pericolo di un processo da parte di Twitter, ma anche di una punizione senza fine, e senza prospettive di riabilitazione, da parte di Google".

### Aggiornamenti della posizione
Foursquare, Facebook, Loopt sono applicazioni (programmi) che consentono agli utenti di effettuare il check-in e che permettono di condividere le informazioni sulla propria posizione con i propri contatti. Alcune di loro aggiornano anche i piani di viaggio sulle applicazioni di social networking. Tuttavia, la divulgazione delle informazioni sulla posizione all'interno di queste reti può causare problemi di privacy tra gli utenti mobili. Foursquare definisce un altro quadro d'azione per l'utente. Sembra essere nell'interesse di Foursquare che gli utenti forniscano molti dati personali impostati come pubblici. Ciò è dimostrato, tra l'altro, dal fatto che, sebbene tutti gli intervistati desiderino un elevato controllo sulle impostazioni della privacy (di localizzazione), quasi nessuno di loro ha mai controllato le impostazioni della privacy di Foursquare. Sebbene esistano algoritmi che utilizzano la crittografia, il k-anonimato e l'iniezione di rumore, è meglio capire come funziona la condivisione della posizione in queste applicazioni per vedere se dispongono di buoni algoritmi per proteggere la privacy della posizione.

### Accordi sulla privacy invasivi
Un altro problema di privacy con i social network è l'accordo sulla privacy (privacy agreement o "informativa privacy"). L'accordo sulla privacy stabilisce che il social network è proprietario di tutti i contenuti caricati dagli utenti. Ciò comprende immagini, video e messaggi che vengono memorizzati nel database del social network anche se l'utente decide di chiudere il proprio account.
Gli accordi sulla privacy spesso implicano il consenso a tracciare la posizione e l'attività di un utente in base al dispositivo utilizzato per il sito. Ad esempio, l'accordo sulla privacy di Facebook afferma che "tutti i dispositivi utilizzati da una persona per accedere a Facebook vengono registrati, come gli indirizzi IP, i numeri di telefono, il sistema operativo e persino le posizioni GPS". Uno dei problemi principali degli accordi sulla privacy è la loro prolissità, perché richiedono molto tempo per essere letti e compresi appieno. La maggior parte degli accordi sulla privacy riporta le informazioni più importanti alla fine, perché si presume che le persone non li leggano fino in fondo.
Il dilemma etico risiede nel fatto che, al momento della registrazione ai social network, le informazioni personali divulgate sono legalmente accessibili e disciplinate privatamente dagli operatori di sicurezza online e dai sistemi operativi dei siti, lasciando che l'accesso ai dati degli utenti sia "a discrezione" degli operatori dei siti. Ne deriva l'obbligo morale e la responsabilità degli operatori dei siti di mantenere le informazioni private sotto il controllo degli utenti. Tuttavia, dato che l'utente al momento della registrazione ha legalmente acconsentito all'esternalizzazione dei suoi dati, senza alcuna valutazione preventiva, l'esternalizzazione dei dati viene praticata dai sistemi operativi dei social network, indipendentemente dalle impostazioni sulla privacy dell'utente.
È stato dimostrato che l'esternalizzazione dei dati è stata sfruttata in modo costante sin dalla comparsa dei social network. È stato spesso riscontrato che i datori di lavoro incaricano persone o società che cercano in profondità nel database degli utenti dei social network per trovare informazioni "poco piacevoli" sui candidati durante il processo di valutazione.

## Lettura di un'informativa sulla privacy nei termini e condizioni
Uno dei problemi principali che le persone hanno in tema di sicurezza è la mancanza di visibilità delle politiche e delle impostazioni nei social network. Spesso si trovano in zone visive meno evidenti, come la parte superiore sinistra o destra dello schermo. Un'altra criticità è l'opacità nelle informazioni che gli utenti ricevono dalle aziende quando c'è un cambiamento nelle loro politiche. Le aziende informano sempre gli utenti sui nuovi aggiornamenti, ma in modo da rendere faticoso informarsi.
La maggior parte dei siti di social network richiede agli utenti di accettare le condizioni d'uso prima di utilizzare i loro servizi. In modo discutibile, queste dichiarazioni d'uso che gli utenti devono accettare contengono spesso clausole che consentono agli operatori dei social network di conservare i dati degli utenti, o addirittura di condividerli con terzi. Facebook ha fatto scalpore per le sue politiche di archiviazione dei dati, come la difficoltà di cancellare un account, la conservazione dei dati dopo la disattivazione dell'account e la condivisione di dati personali con terzi.

Questa sezione indica i punti da considerare dell'informativa sulla privacy, e nei termini e condizioni, quando ci si iscrive a un sito di social network.
1. Chi è il proprietario dei dati pubblicati da un utente?
2. Cosa succede ai dati quando l'account utente viene chiuso?
3. Come vengono rese note agli utenti le modifiche alla politica sulla privacy?
4. La posizione dell'informativa sulla privacy è efficace?
5. La pagina del profilo sarà completamente cancellata quando un utente cancella l'account?
6. Dove e come un utente può presentare un reclamo in caso di violazione della privacy?
7. Per quanto tempo vengono conservate le informazioni personali?

## Punti chiave per la protezione della privacy nei social network

### Riconoscere le minacce intrinseche
Ci sono persone che sono disposte a tutto pur di ottenere le informazioni private di qualcuno. È essenziale rendersi conto che è difficile mantenere la privacy sempre protetta. Tra gli altri fattori, è stato osservato che la perdita di dati è correlata ad un comportamento online imprudente e alla mancata adozione di programmi antivirus e antispyware necessari per difendersi dalle violazioni di informazioni private via Internet.

### Essere sempre cauti
Disconnettersi dopo ogni sessione può aiutare a proteggere la sicurezza dell'account. È pericoloso tenere il dispositivo loggato, poiché altri potrebbero avere accesso ai vostri profili social mentre voi non prestate attenzione.
I nomi e gli indirizzi completi sono tipicamente considerati informazioni personali. La sicurezza dei bambini può essere compromessa se i loro genitori pubblicano i loro spostamenti in un sito in cui altri conoscono le loro vere identità.

### Conoscere i siti
Leggete le clausole "scritte in piccolo" del sito di social network. Molti siti spingono gli utenti ad accettare termini che sono migliori per i siti stessi e non per gli utenti. Gli utenti dovrebbero essere consapevoli dei termini in caso di emergenza. Le modalità esatte di lettura dei termini sono spiegate nella sezione "Lettura dell'informativa sulla privacy nei termini e condizioni". Accertatevi che il sito di social network sia sicuro prima di condividere le informazioni. Gli utenti non dovrebbero condividere informazioni se non sanno chi sta utilizzando il sito, poiché i loro dati personali potrebbero essere esposti ad altri utenti del sito. Controllate le impostazioni di privacy o di sicurezza di tutti i siti di social network che potrebbero utilizzare.

### Proteggere i dispositivi
Criptate i dispositivi. Gli utenti devono utilizzare password complesse per i loro computer e telefoni cellulari e cambiarle di tanto in tanto. Questo proteggerà le informazioni degli utenti in caso di furto dei dispositivi.

Installare un software antivirus. Altri potrebbero utilizzare virus e altri modi per attaccare il computer dell'utente se quest'ultimo installasse qualcosa di non sicuro.
Impiegate dispositivi in grado di disattivare la fotocamera e il microfono, che sono tra le vie più utilizzate per violare la privacy.

### Essere prudenti verso le azioni drastiche
La privacy degli utenti può essere minacciata da qualsiasi azione. Le azioni seguenti richiedono particolare attenzione.
1. Aggiunta di un nuovo amico. Facebook riferisce che l'8,7% dei profili totali è falso. Un utente dovrebbe essere sicuro di chi sia la persona prima di aggiungerla come nuovo amico.[110]
2. Cliccare sui link. Molti link che sembrano attraenti come carte regalo sono stati appositamente progettati da utenti malintenzionati. Cliccando su questi link si possono perdere informazioni personali o denaro.[110]
3. "Postare" foto rivelatrici (ad esempio, una da cui si può dedurre il recapito fisico del protagonista, o dove si vedano altre persone, suggerendo una qualche relazione con le medesime). Una foto rivelatrice potrebbe attirare l'attenzione di potenziali criminali.[108]

## Social network

### Facebook
Facebook è stato messo sotto in discussione per una serie di problemi di privacy, a causa delle modifiche apportate nel tempo alle impostazioni sulla privacy del sito in generale e dei problemi di privacy all'interno delle applicazioni di Facebook. Mark Zuckerberg, amministratore delegato di Facebook, lanciò per la prima volta Facebook nel 2004; era incentrato sulle università e solo chi aveva un indirizzo .edu poteva aprire un account. Inoltre, solo chi faceva parte della rete universitaria poteva vedere la propria pagina. Alcuni sostengono che gli utenti iniziali erano molto più disposti a condividere informazioni private per questi motivi. Con il passare del tempo, Facebook è diventato più pubblico, consentendo a coloro che non fanno parte di un'università e a coloro che non hanno una rete specifica di iscriversi e vedere le pagine di coloro che fanno parte di reti diverse dalla propria. Nel 2006 Facebook ha introdotto il News Feed, una funzione che metteva in evidenza le attività recenti degli amici. Nel 2009 Facebook ha reso "sempre più informazioni pubbliche per impostazione predefinita". Ad esempio, nel dicembre 2009, "Facebook ha cambiato drasticamente le sue politiche sulla privacy, consentendo agli utenti di vedere le liste di amici degli altri, anche se gli utenti avevano precedentemente indicato di voler mantenere tali liste private". Inoltre, "le nuove impostazioni rendevano le foto pubblicamente disponibili per impostazione predefinita, spesso all'insaputa degli utenti".
Facebook ha recentemente aggiornato il formato dei suoi profili consentendo alle persone che non sono "amici" di altri utenti di visualizzare le informazioni personali di questi ultimi, anche quando il profilo è impostato su privato. Tuttavia, a partire dal 18 gennaio 2011 Facebook ha modificato la sua decisione di rendere accessibili a terzi gli indirizzi di casa e i numeri di telefono, ma è ancora possibile per i terzi accedere a informazioni personali meno precise, come la città natale e l'impiego, se l'utente ha inserito tali informazioni in Facebook. Marc Rotenberg, direttore esecutivo di EPIC, ha dichiarato: "Facebook sta cercando di confondere il confine tra informazioni pubbliche e private. E la richiesta di autorizzazione non chiarisce all'utente perché le informazioni sono necessarie o come verranno utilizzate".
Breakup Notifier è un esempio di applicazione di Facebook per il "cyberstalking", che è stata eliminata il 23 febbraio 2011. L'applicazione è stata successivamente sbloccata. L'applicazione notifica all'utente quando la persona selezionata cambia il suo stato di relazione [sentimentale]. L'idea ebbe molto successo: il sito attirò 700 000 visite nelle prime 36 ore e l'app fu scaricata 40 000 volte. Prima di essere bloccata, l'app aveva superato i 3,6 milioni di download e i 9 000 like su Facebook.
Nel 2008, quattro anni dopo la prima introduzione di Facebook, Facebook creò un'opzione per eliminare definitivamente le informazioni. Fino a quel momento, l'unica opzione era la disattivazione dell'account Facebook, che lasciava comunque le informazioni dell'utente nei server di Facebook. In seguito alle lamentele di migliaia di utenti, Facebook si rassegnò a creare uno strumento che si trovava nella sezione Aiuto, ma che in seguito fu rimosso [dal menu visibile]. Per trovare lo strumento per eliminare definitivamente il proprio account Facebook, l'utente deve cercare manualmente nella sezione Aiuto di Facebook inserendo la richiesta di eliminazione di Facebook nella casella di ricerca. Solo a questo punto verrà fornito un link che consentirà all'utente a eliminare il proprio profilo.
Queste nuove impostazioni sulla privacy hanno fatto infuriare alcuni utenti, uno dei quali ha affermato: "Facebook sta cercando di ingannare centinaia di milioni di utenti che ha passato anni ad attrarre per vendere i loro dati a vantaggio personale di Facebook". Tuttavia, altre funzioni come il News Feed hanno subito un'iniziale reazione negativa, ma in seguito sono diventate una parte fondamentale e molto apprezzata dell'esperienza di Facebook. In risposta alle lamentele degli utenti, Facebook ha continuato ad aggiungere sempre più impostazioni per la privacy, arrivando a "50 impostazioni e più di 170 opzioni per la privacy". Tuttavia, molti utenti si sono lamentati che le nuove impostazioni sulla privacy erano troppo confuse e miravano ad aumentare su Facebook la quantità di informazioni "pubbliche" (ossia sfruttabili commercialmente). La direzione di Facebook ha risposto che "c'è sempre un compromesso tra la fornitura di controlli granulari completi e precisi e l'offerta di strumenti semplici che possono risultare ampi e poco incisivi". Sembra che a volte gli utenti non prestino sufficiente attenzione alle impostazioni della privacy e probabilmente permettono che le loro informazioni siano pubbliche anche se è possibile renderle private. Alcuni studi hanno dimostrato che gli utenti prestano poca attenzione alle "autorizzazioni che concedono alle app di terze parti".
La maggior parte degli utenti non sa di poter modificare le impostazioni sulla privacy e, come impostazione predefinita, le loro informazioni sono aperte al pubblico. Le impostazioni sulla privacy di Facebook sono accessibili tramite il menu a tendina sotto la voce Account, nell'angolo in alto a destra. Lì gli utenti possono scegliere chi può vedere il loro profilo, e quali informazioni possono essere visualizzate sul loro profilo. Nella maggior parte dei casi i profili sono aperti a "tutta la mia rete e i miei amici" o a "tutti i miei amici". Inoltre, le informazioni che appaiono sul profilo di un utente, come la data di nascita, le opinioni religiose e lo stato di coppia, possono essere rimosse tramite le impostazioni sulla privacy. Se un utente ha meno di 13 anni non può creare un account Facebook o MySpace, ma questo non è regolamentato.
Sebbene Zuckerberg, l'amministratore delegato di Facebook, e gli altri membri del team di gestione rispondano solitamente in qualche modo alle preoccupazioni degli utenti, non si sono dimostrati aperti alla tendenza a ridurre la privacy. Hanno dichiarato di dover continuamente "innovare e aggiornare il nostro sistema per riflettere le attuali norme sociali". Le loro dichiarazioni suggeriscono che Internet sta diventando uno spazio più aperto e pubblico, e i cambiamenti nelle impostazioni della privacy di Facebook riflettono questo fatto. Tuttavia, Zuckerberg ha ammesso che nel rilascio iniziale del News Feed, "è stato fatto un pessimo lavoro nello spiegare quali fossero le nuove funzionalità e un lavoro ancora peggiore nel darvi il controllo su di esse".
Le impostazioni sulla privacy di Facebook si sono grandemente evolute e continuano a cambiare nel tempo. Zuckerberg "ritiene che l'era della privacy sia 'finita' e che le norme si siano considerevolmente evolute da quando ha co-fondato il sito di social network". Inoltre, Facebook è stato messo sotto accusa per il fatto che tiene traccia dell'utilizzo di Internet, indipendentemente dal fatto che gli utenti siano o meno collegati al sito di social media. Un utente può notare annunci personalizzati nell'area "Sponsorizzato" della pagina. L'azienda utilizza i cookie per registrare dati come la data, l'ora, l'URL e l'indirizzo IP dell'utente ogni volta che visita un sito dotato di un plug-in di Facebook, come il pulsante "Mi piace"". Facebook sostiene che questi dati vengono utilizzati per migliorare l'esperienza sul sito web e per proteggere da attività "malevole". Un'altra questione di privacy che Facebook utilizza è il nuovo software di riconoscimento facciale. Questa funzione include il software per identificare le foto in cui gli utenti sono taggati, sviluppando un modello basato sui tratti del viso.
Analogamente all'affermazione di Rotenberg, secondo cui gli utenti di Facebook non sanno come e perché le loro informazioni siano diventate pubbliche, di recente sono stati coinvolti la Federal Trade Commission e il Dipartimento del Commercio. La Federal Trade Commission ha recentemente pubblicato un rapporto in cui sostiene che le società Internet e altri settori dovranno presto aumentare la protezione degli utenti online. Poiché gli utenti online spesso acconsentono inconsapevolmente a rendere pubbliche le loro informazioni, la FTC esorta le società Internet a rendere le "informative privacy" più semplici e comprensibili per il pubblico, aumentando così la possibilità di rinunciare. Forse questa nuova politica dovrebbe essere applicata anche al mondo di Facebook. Il Dipartimento del Commercio sostiene che gli americani "sono stati mal serviti da un mosaico di leggi sulla privacy che presentano ampie lacune". A causa di queste ampie lacune, gli americani sono più esposti al furto d'identità e al rischio che la loro attività online venga tracciata da altri.

#### Privacy su Internet e pubblicità di Facebook
Le attività illegali su Facebook sono molto diffuse, in particolare gli attacchi di phishing, che consentono agli aggressori di rubare le password di altre persone. Gli utenti di Facebook vengono portati su una pagina in cui vengono chiesti i loro dati di accesso e in questo modo vengono rubate le loro informazioni personali.
Secondo le notizie del PC World Business Center, pubblicate il 22 aprile 2010, è emerso che un hacker di nome Kirllos ha rubato e venduto illegalmente 1,5 milioni di ID di Facebook ad alcune aziende che desiderano attirare potenziali clienti utilizzando pubblicità su Facebook. Il loro approccio illegale consiste nell'utilizzare gli account acquistati dagli hacker per inviare pubblicità agli amici degli utenti. Quando gli amici vedono le pubblicità, si fanno un'opinione su di esse, perché "le persone le seguono perché credono che sia stato un amico a dir loro di andare su questo link", ha dichiarato Randy Abrams, direttore della formazione tecnica del fornitore di sicurezza informatica Eset. Il 2,2232% della "popolazione" di Facebook ha creduto o seguito le pubblicità ritenendo che la segnalazione provenisse dai propri amici. Anche se la percentuale è piccola, il numero complessivo di utenti di Facebook supera i 400 milioni in tutto il mondo. L'influenza degli annunci pubblicitari su Facebook è enorme ed evidente. Secondo il blog di Alan, che ha appena pubblicato annunci pubblicitari su Facebook, ha guadagnato 300 dollari in 4 giorni. Ciò significa che può guadagnare 3 dollari per ogni 1 dollaro investito. L'enorme profitto attira gli hacker a rubare le informazioni di login degli utenti su Facebook e gli imprenditori che vogliono acquistare account dagli hacker inviano pubblicità agli amici degli utenti su Facebook.
Un documento trapelato da Facebook ha rivelato che l'azienda era in grado di identificare le emozioni di "insicurezza, inutilità, stress o sconfitta", soprattutto negli adolescenti, per poi informare gli inserzionisti. Anche se questioni simili sono sorte nel passato, questa prassi di usare gli stati emotivi degli individui come una merce, per rivolgersi ad esempio a specifiche fasce d'età a seconda del momento emotivo propizio per veicolare pubblicità mirate.
Recentemente sono state lanciate illazioni contro Facebook, che accusavano l'applicazione di ascoltare i suoi utenti attraverso il microfono dello smartphone per raccogliere informazioni per gli inserzionisti. Queste voci si sono rivelate non sono false ma anche impossibili. Innanzitutto, non avendo una parola d'ordine specifica da ascoltare come Amazon Echo, Facebook dovrebbe registrare tutto ciò che gli utenti dicono. Questo tipo di "sorveglianza audio costante produrrebbe ogni giorno una quantità di dati circa 33 volte superiore a quella che Facebook consuma attualmente". Inoltre, l'utente si accorgerebbe immediatamente che la batteria del telefono si esaurirebbe rapidamente a causa della quantità di energia necessaria per registrare ogni conversazione. Infine, è chiaro che Facebook non ha bisogno di ascoltare le conversazioni dei suoi utenti perché ha già un ampio accesso ai loro dati e alla cronologia delle ricerche su Internet attraverso i cookie. Nella sua policy sui cookie, Facebook afferma specificamente di utilizzare i cookie per visualizzare annunci che suscitino l'interesse degli utenti. Utilizza poi queste informazioni per tentare di raccomandare numerose aziende, organizzazioni, associazioni, ecc. a persone che potrebbero essere interessate ai prodotti, ai servizi o alle cause che propongono.
Falla di sicurezza
Nel settembre 2018 si è verificato un episodio di violazione della sicurezza all'interno di Facebook. Gli hacker sono riusciti ad accedere e a rubare le informazioni personali di quasi la metà dei 30 milioni di account. Inizialmente l'azienda riteneva che l'attacco con cui gli hacker avevano assunto il controllo degli account avesse colpito un numero ancora maggiore di utenti, circa 50 milioni.

#### Studio sugli amici di Facebook
Alan Mislove e i suoi colleghi del Max Planck Institute for Software Systems hanno condotto uno studio presso la Northeastern University, in cui è stato creato un algoritmo per cercare di scoprire gli attributi personali di un utente di Facebook esaminando l'elenco dei suoi amici. Sono state cercate informazioni come la scuola superiore e l'università frequentata, la specializzazione, la città natale, l'anno di laurea e persino il dormitorio in cui uno studente ha vissuto. Lo studio ha rivelato che solo il 5% delle persone ha pensato di cambiare in "privato" l'elenco degli amici. Per gli altri utenti, il 58% ha mostrato l'università frequentata, il 42% i datori di lavoro, il 35% gli interessi e il 19% ha reso pubblico il luogo in cui si trova. Data la correlazione tra gli amici di Facebook e le università frequentate, è stato facile scoprire dove si trovava un utente di Facebook in base alla sua lista di amici. Questo fatto è diventato molto utile per gli inserzionisti che si rivolgono al loro pubblico, ma rappresenta anche un grosso rischio per la privacy di tutti coloro che hanno un account Facebook.

#### Facebook Emotion Study

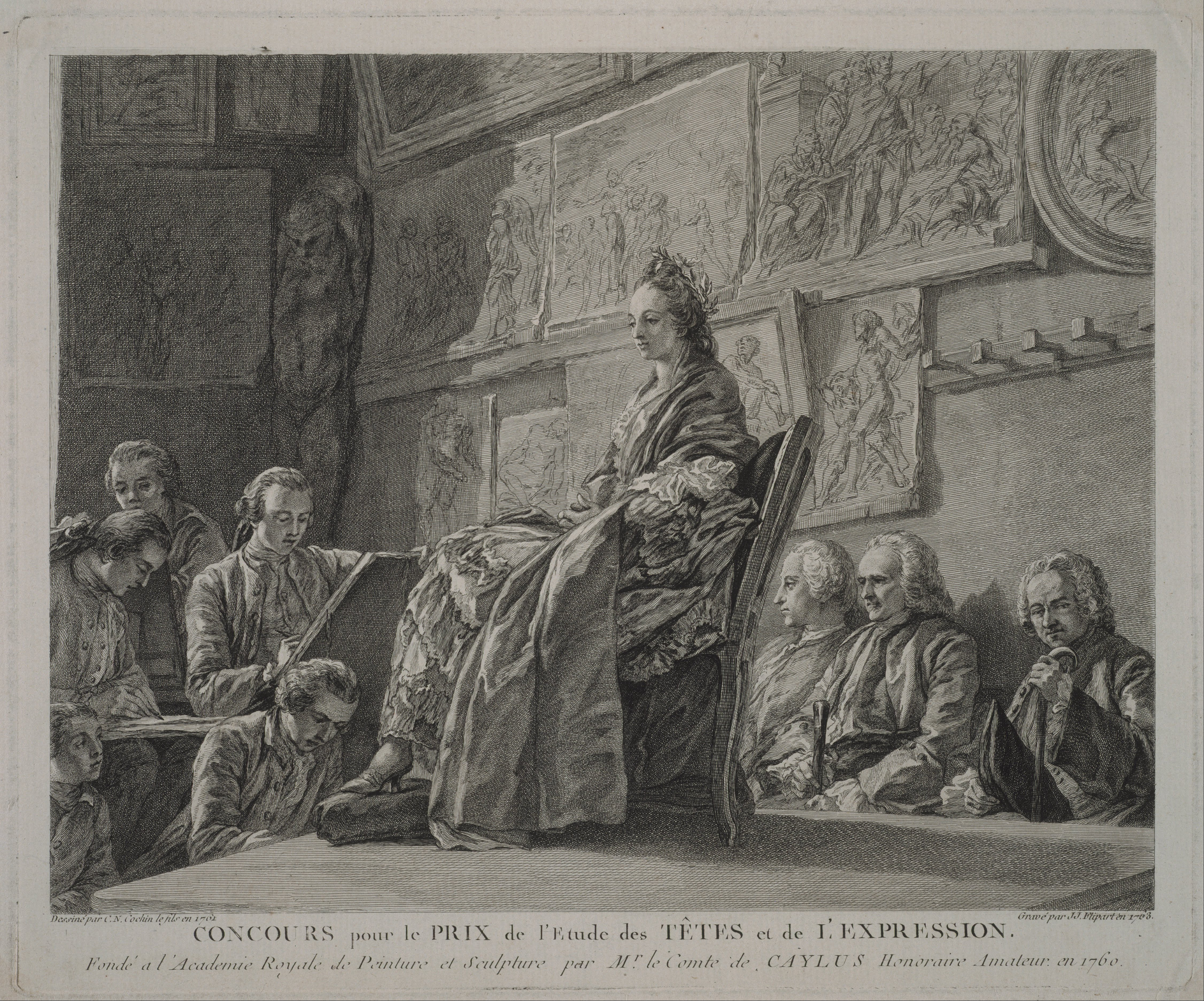
Jean-Jacques Flipart, Concours pour le prix de l’étude des têtes et de l’expression, 1763 (Philadelphia Museum of Art)

Alcuni anni fa, Facebook ha deliberatamente consentito e facilitato un esperimento controverso; esso ha palesemente aggirato la privacy degli utenti e dimostra i pericoli e la complessa natura etica dell'attuale sistema di gestione delle reti: lo "studio di una settimana nel gennaio 2012", in cui oltre 600 000 utenti sono stati selezionati a caso per partecipare inconsapevolmente a uno studio volto a determinare l'effetto di "alterazione emotiva" dei post di Facebook.
A parte il problema etico di condurre uno studio di questo tipo con emozioni umane, questo è solo uno dei modi in cui l'esternalizzazione dei dati è stata usata per violare la privacy senza che l'utente ne fosse informato.
Diversi problemi relativi a Facebook riguardano la privacy. Un articolo intitolato Facebook e la privacy online: Atteggiamenti, comportamenti e conseguenze non intenzionali esamina la consapevolezza che gli utenti di Facebook hanno dei problemi di privacy. Questo studio mostra che le gratificazioni derivanti dall'uso di Facebook tendono a superare la percezione di minacce alla privacy. La strategia più comune per la protezione della privacy - ridurre la visibilità del profilo riservando agli amici l'accesso — è anche un meccanismo molto debole: una soluzione rapida piuttosto che un approccio sistematico alla protezione della privacy. Questo studio suggerisce che una maggiore educazione alla privacy su Facebook sarebbe utile per la maggior parte degli utenti di Facebook.
Lo studio propone anche la prospettiva che la maggior parte degli utenti non si renda conto che la limitazione dell'accesso ai propri dati non affronta sufficientemente i rischi derivanti dalla quantità, dalla qualità e dalla persistenza dei dati forniti. Gli utenti di Facebook nel nostro studio riferiscono di avere familiarità con le impostazioni della privacy e di utilizzarle, ma continuano ad accettare come "amici" persone di cui hanno sentito parlare solo attraverso altri o che non conoscono affatto e, pertanto, la maggior parte di loro ha gruppi molto ampi di "amici" che hanno accesso a informazioni ampiamente caricate, come nomi e cognomi, date di nascita, città di provenienza e molte foto. Questo studio suggerisce che la privacy nei social network non esiste solo nell'ambito delle impostazioni della privacy, ma che il controllo della privacy è in gran parte nelle mani dell'utente. I commentatori hanno notato che i social network online rappresentano una sfida fondamentale alla teoria della privacy come controllo. La posta in gioco è stata alzata perché le tecnologie digitali non hanno "la relativa transitorietà della memoria umana" e possono essere oggetto di trollaggio o di estrazione di informazioni. Per gli utenti che non sono a conoscenza di tutti i problemi di privacy, si raccomanda di approfondire la conoscenza della sicurezza della divulgazione di alcuni tipi di informazioni su Facebook.

### Instagram
Instagram traccia le foto degli utenti anche se non le pubblicano con un geotag. Ciò avviene grazie alle informazioni contenute nei metadati, che si trovano in tutte le foto. I metadati contengono informazioni come il tipo di obiettivo, la posizione, l'ora e altro ancora della foto. Gli utenti possono essere rintracciati attraverso i metadati senza l'uso di geotag. L'applicazione geotagga un'immagine caricata, indipendentemente dal fatto che l'utente abbia scelto di condividere o meno la sua posizione. Pertanto, chiunque può visualizzare su una mappa il luogo esatto in cui è stata caricata un'immagine. Questo aspetto è preoccupante perché la maggior parte delle persone carica le foto da casa propria o da altri luoghi che frequenta spesso, e il fatto che le località siano così facilmente condivise solleva il problema della privacy di stalking e predatori sessuali che possono trovare il loro obiettivo di persona dopo averlo scoperto online. La nuova funzione di ricerca su Instagram combina la ricerca di luoghi, persone e tag per visualizzare quasi tutti i luoghi del mondo, consentendo di scoprire un luogo di vacanza, di guardare all'interno di un ristorante e persino di vivere un evento come se si fosse lì di persona. Le implicazioni per la privacy di questo fatto sono che le persone e le aziende possono ora vedere ogni angolo del mondo, della cultura e della vita privata delle persone. Inoltre, ciò è preoccupante per la privacy individuale, perché quando qualcuno cerca una località o un luogo specifico attraverso queste funzioni su Instagram, quest'ultimo gli mostra le foto personali che i suoi utenti hanno postato, insieme ai like e ai commenti su quella foto, indipendentemente dal fatto che l'account del postatore sia privato o meno. Grazie a queste funzioni, persone, aziende e governi del tutto casuali possono vedere aspetti della vita privata degli utenti di Instagram. Le pagine Cerca ed Esplora, che raccolgono dati basati sui tag degli utenti, illustrano come Instagram sia stato in grado di creare valore dai database di informazioni che raccoglie sugli utenti nel corso delle sue operazioni commerciali.

### Swarm
Swarm è un'applicazione mobile che consente agli utenti di effettuare il check-in in un luogo e, potenzialmente, di fare piani e organizzare incontri futuri con le persone vicine. Questa applicazione ha reso più facile per le persone che fanno parte di comunità online condividere la propria posizione e interagire con gli altri membri di questa comunità raccogliendo ricompense come monete e "adesivi" (sticker) attraverso competizioni con altri utenti. Se un utente è su Swarm, la sua posizione esatta può essere trasmessa anche se non ha selezionato la sua posizione per essere "controllato". Quando gli utenti attivano la funzione "Condivisione del vicinato", la loro posizione viene condivisa come l'incrocio specifico in cui si trovano, e questa posizione in tempo reale può essere visualizzata semplicemente toccando l'immagine del loro profilo. Questo è preoccupante perché gli utenti di Swarm potrebbero credere di essere riservati condividendo solo il quartiere in cui si trovano, mentre in realtà stanno condividendo il punto esatto della loro posizione. Le implicazioni per la privacy sono che le persone stanno inavvertitamente condividendo la loro posizione esatta quando non sanno di farlo. Ciò rientra nei problemi di privacy dei social media in generale, perché rende più facile per gli altri utenti e per le aziende con cui vengono condivisi i dati sulla posizione tracciare i membri di Swarm. Questo tracciamento rende più facile per le persone trovare i loro prossimi obiettivi per il furto di identità, lo stalking e le molestie sessuali.

### Spokeo
Spokeo è un motore di ricerca "per persone" con risultati compilati attraverso l'aggregazione di dati. Il sito contiene informazioni come l'età, lo stato di parentela, la stima del patrimonio personale, i familiari più stretti e l'indirizzo di casa delle singole persone. Queste informazioni vengono compilate in base a quanto già presente su Internet o in altri registri pubblici, ma il sito non ne garantisce l'accuratezza.
Spokeo ha dovuto affrontare potenziali azioni legali collettive da parte di persone che sostengono che l'organizzazione viola il Fair Credit Reporting Act. Nel settembre 2010, Jennifer Purcell ha affermato che l'FCRA è stato violato dalla commercializzazione delle sue informazioni personali da parte di Spokeo. Il suo caso è pendente in tribunale. Sempre nel 2010, Thomas Robins ha sostenuto che le sue informazioni personali sul sito web erano imprecise e non era in grado di modificarle. Il caso è stato archiviato perché Robins non ha sostenuto che il sito gli avesse causato direttamente un danno effettivo. Il 15 febbraio 2011, Robins ha intentato un'altra causa, questa volta affermando che Spokeo gli ha causato un danno "imminente e continuo".

### Twitter
Nel gennaio 2011, il governo degli Stati Uniti ha ottenuto un'ordinanza del tribunale per costringere il sito di social network Twitter a rivelare le informazioni relative ad alcuni abbonati coinvolti nei casi di WikiLeaks. L'esito di questo caso è discutibile perché riguarda i diritti del Primo Emendamento degli utenti. Twitter si è mossa per annullare l'ordine del tribunale e ha sostenuto l'idea che gli utenti di Internet dovrebbero essere informati e avere l'opportunità di difendere i loro diritti costituzionali in tribunale prima che i loro diritti siano compromessi.
L'informativa sulla privacy di Twitter afferma che le informazioni vengono raccolte attraverso i diversi siti web, applicazioni, SMS, servizi, API e altre terze parti. Quando l'utente utilizza il servizio di Twitter, acconsente alla raccolta, al trasferimento, all'archiviazione, alla manipolazione, alla divulgazione e ad altri usi di queste informazioni. Per creare un account Twitter, è necessario fornire nome, nome utente, password e indirizzo e-mail. Qualsiasi altra informazione aggiunta al proprio profilo è completamente volontaria. I server di Twitter registrano automaticamente dati quali indirizzo IP, tipo di browser, dominio di riferimento, pagine visitate, operatore mobile, identificativi del dispositivo e dell'applicazione e termini di ricerca. Tutti gli identificatori di account comuni, come l'indirizzo IP completo o il nome utente, vengono rimossi o eliminati dopo 18 mesi.
Twitter consente di condividere informazioni con i propri follower. Tutti i messaggi non modificati dall'impostazione predefinita della privacy sono pubblici e quindi possono essere visualizzati da chiunque abbia un account Twitter. I 20 tweet più recenti sono pubblicati su una timeline pubblica. Nonostante gli sforzi di Twitter per proteggere la privacy dei propri utenti, le informazioni personali possono ancora essere pericolose da condividere. Si sono verificati casi di tweet trapelati su Twitter. I tweet trapelati sono tweet pubblicati da un account privato ma resi pubblici. Ciò avviene quando gli amici di una persona con un account privato ritwittano, o copiano e incollano, il tweet di quella persona e così via fino a quando il tweet viene reso pubblico. Questo può rendere pubbliche informazioni private e potrebbe essere pericoloso.
Un altro problema che riguarda la privacy su Twitter riguarda gli utenti che rivelano inconsapevolmente le loro informazioni attraverso i tweet. Twitter dispone di servizi di localizzazione allegati ai tweet, che alcuni utenti non sanno nemmeno essere abilitati. Molti utenti twittano di essere a casa e allegano la loro posizione al tweet, rivelando il loro indirizzo personale. Queste informazioni sono rappresentate come latitudine e longitudine, completamente accessibili a qualsiasi sito web o applicazione. Le persone twittano anche di andare in vacanza, indicando gli orari e i luoghi in cui si recano e la durata della loro assenza. Questo ha portato a numerose effrazioni e rapine. Gli utenti di Twitter possono evitare i servizi di localizzazione disabilitandoli nelle impostazioni sulla privacy.

### MySpace e gli insegnanti
La privacy degli insegnanti su MySpace ha suscitato discussioni in tutto il mondo. L'Associazione Ohio News (ONA) li invita a cancellare il proprio account di MySpace. Eschool News avverte: "Insegnanti, attenti a ciò che pubblicate online". L'ONA ha anche pubblicato una nota in cui consiglia agli insegnanti di non iscriversi a questi siti. Gli insegnanti possono incorrere in conseguenze quali revoca della licenza, sospensione e ammonizione scritta.
Il 27 aprile 2007 il "Chronicle of Higher Education" ha scritto un articolo riguardante Stacy Snyder intitolato "Una foto su MySpace costa a una studentessa il certificato di insegnamento". Era una studentessa della Millersville University of Pennsylvania a cui è stata negata l'abilitazione all'insegnamento a causa di una presunta foto poco professionale postata su MySpace, che la ritraeva mentre beveva con un cappello da pirata e la didascalia "Pirata ubriaco". In alternativa, le è stata comunque conferita una laurea in inglese.

### Altri siti
Siti come Sgrouples e Diaspora hanno cercato di introdurre varie forme di protezione della privacy nelle loro reti, mentre aziende come Safe Shepherd hanno creato software per rimuovere le informazioni personali dalla rete.
Alcuni siti di social media come Ask.fm, Whisper e Yik Yak consentono agli utenti di interagire in modo anonimo. Il problema di siti come questi è che "nonostante le protezioni che consentono agli utenti di segnalare gli abusi, le persone sul sito credono di poter dire quasi tutto senza paura o conseguenze, e lo fanno". Si tratta di un problema di privacy perché gli utenti possono dire tutto quello che vogliono e il destinatario del messaggio potrebbe non sapere con chi sta comunicando. Siti come questi consentono una grande possibilità di cyberbullismo o cyberstalking. Sembra che le persone credano che, potendo essere anonime, abbiano la libertà di dire qualsiasi cosa, anche se cattiva o maligna.

### Privacy su Internet e Blizzard Entertainment
Il 6 luglio 2010, Blizzard Entertainment ha annunciato che avrebbe pubblicato i nomi reali legati agli account degli utenti nei suoi forum di gioco. Il 9 luglio 2010, l'amministratore delegato e cofondatore di Blizzard Mike Morhaime ha annunciato un'inversione della decisione di rendere obbligatoria la visualizzazione dei nomi reali degli utenti sui forum di Blizzard. L'inversione è stata fatta in risposta al feedback degli abbonati. 
La FTC ha anche affermato che Snapchat ha preso informazioni dai suoi utenti, come la posizione e le informazioni di contatto, senza il loro consenso. Nonostante non sia scritto nell'informativa sulla privacy, Snapchat ha trasmesso le informazioni sulla posizione dai dispositivi mobili al suo fornitore di servizi di tracciamento analitico.

### Snapchat
Snapchat è un'applicazione mobile creata da Evan Spiegel e Bobby Murphy, laureati a Stanford, nel settembre 2011. La caratteristica principale di Snapchat è che l'applicazione consente agli utenti di inviare una foto o un video, detto snap, a destinatari di propria scelta per un massimo di dieci secondi prima che scompaia. Se i destinatari di uno snap cercano di screenshottare la foto o il video inviato, viene inviata una notifica al mittente originale che segnala che è stato "screenshottato" e da chi. Snapchat ha anche una funzione "storie" in cui gli utenti possono inviare foto alla loro "storia" e gli amici possono visualizzare la storia tutte le volte che vogliono, finché non scompare dopo ventiquattro ore. Gli utenti hanno la possibilità di rendere le loro storie di Snapchat visibili a: tutti gli amici della loro lista; solo ad amici specifici; oppure la storia può essere resa pubblica e visualizzata da chiunque abbia un account Snapchat. Oltre alla funzione Storie, i messaggi possono essere inviati tramite Snapchat. I messaggi scompaiono dopo essere stati aperti, a meno che non vengano salvati manualmente dall'utente (destinatario) tenendo premuto sul messaggio finché non appare la notifica "salvato". Non viene inviata alcuna notifica agli utenti (mittenti) che il messaggio è stato salvato dal destinatario, ma viene inviata una notifica se il messaggio viene "screenshottato".

#### Aggiornamento nel 2015 della "privacy policy" di Snapchat
Nel 2015 Snapchat ha aggiornato la propria politica sulla privacy, provocando malumore negli utenti a causa delle modifiche apportate alla facoltà di salvare i contenuti correlati alla piattaforma. Queste regole sono state introdotte per aiutare Snapchat a creare nuove e interessanti funzioni, come la possibilità di riprodurre uno Snapchat e l'idea delle storie di Snapchat "in diretta". Queste funzioni richiedono il salvataggio dei contenuti sui server di Snapchat per poterli rilasciare agli altri utenti in un secondo momento. Con l'aggiornamento Snapchat ha dichiarato di avere i diritti di riprodurre, modificare e ripubblicare le foto, nonché di salvarle sui server di Snapchat. Gli utenti si sono sentiti a disagio all'idea che tutti i contenuti delle foto venissero salvati e che le "foto che scompaiono" pubblicizzate da Snapchat non scomparissero davvero. Non c'è modo di controllare quali contenuti vengano salvati e quali no. Snapchat ha risposto alle critiche affermando di aver bisogno di questo consenso per accedere alle nostre informazioni al fine di creare nuove funzionalità, come la funzione Snapchat Live.

#### Live Stories
Con il nuovo aggiornamento 2015 di Snapchat, gli utenti sono in grado di creare "Storie in diretta", che sono una "raccolta di scatti in crowdsourcing per un evento o una zona specifici". Così facendo, si consente a Snapchat di condividere la propria posizione non solo con gli amici (dell'utente che "posta"), ma con tutti. Secondo Snapchat, una volta scelta l'opzione di condividere i propri contenuti attraverso una Live Story, si fornisce alla società "il diritto e la licenza illimitati, mondiali e perpetui di utilizzare il proprio nome, la propria immagine e la propria voce in tutti i media e canali di distribuzione".

#### Problemi di privacy in Snapchat
Su Snapchat, c'è una funzione, incorporata nell'app nel 2017, chiamata Snap Maps. Snap Maps consente agli utenti di rintracciare la posizione degli altri utenti, ma quando le persone "utilizzano per la prima volta la funzione, gli utenti possono selezionare se vogliono rendere la loro posizione visibile a tutti i loro amici, a un gruppo selezionato di contatti o a nessuno, che Snapchat chiama 'modalità fantasma'".
Questa funzione, tuttavia, ha sollevato preoccupazioni per la privacy perché "è molto facile condividere accidentalmente tutto ciò che si ha con più persone del necessario, e questa è la parte più spaventosa". L'esperto di sicurezza informatica Charles Tendell si espresse in questi termini alla ABC News circa l'aggiornamento di Snapchat". Per proteggere gli utenti più giovani di Snapchat, "gli esperti consigliano ai genitori di rimanere al corrente degli aggiornamenti di app come Snapchat. Suggeriscono inoltre ai genitori di assicurarsi di sapere chi sono gli amici dei loro figli su Snapchat e di parlare con i loro figli di chi aggiungono su Snapchat".
Un'ulteriore preoccupazione degli utenti riguardo alla privacy di Snapchat è la cancellazione degli Snapchat dopo 30 giorni. Molti utenti sono confusi perché sembra che qualcuno sia entrato nel loro account e abbia aperto tutti i loro Snapchat, aumentando così il loro "Snapscore". Questo ha causato grande preoccupazione per il timore che gli hacker possano entrare negli account personali di Snapchat. Per rassicurare gli utenti, Snapchat ha aggiunto alla sua pagina web di supporto una spiegazione sulla scadenza degli snapchat dopo 30 giorni, ma non è ancora molto chiaro. Per chiarire, questo è esattamente ciò che accade: dopo 30 giorni, tutti gli Snapchat non aperti saranno automaticamente eliminati o scaduti (il che appare all'utente come la stessa cosa di un'apertura automatica). Pertanto, questo cambierà lo Snapscore dell'utente. Dopo la scadenza degli snapchat, sembrerà che tutti gli snapchat siano stati aperti, come dimostrano le numerose caselle non riempite o aperte.

##### Snapchat Spectacles
Nel 2016 Snapchat ha diffuso un nuovo prodotto chiamato Snapchat Spectacles, ovvero occhiali da sole dotati di una piccola fotocamera che consente agli utenti di scattare foto e registrare fino a 10 secondi di filmati. Le fotocamere degli Spectacles sono collegate agli account Snapchat esistenti degli utenti, che possono così caricare facilmente i loro contenuti sull'applicazione. Questo nuovo prodotto ha ricevuto commenti negativi perché gli Spectacles non si distinguono dai normali occhiali da sole, a parte le piccole fotocamere sulle lenti. Pertanto, gli utenti hanno la possibilità di registrare persone sconosciute senza che queste se ne accorgano. Inoltre, il design semplicistico può far sì che le persone utilizzino gli occhiali accidentalmente, scambiandoli per occhiali normali. I critici degli Snapchat Spectacles sostengono che questo prodotto rappresenta un'invasione della privacy per le persone che non sanno di essere registrate da chi indossa gli occhiali. Molti ritengono che questi occhiali rappresentino un rischio in quanto la loro posizione fisica potrebbe essere rivelata a varie parti, rendendo l'utente vulnerabile. I sostenitori non sono d'accordo e affermano che gli occhiali sono abbastanza distinguibili da far sì che gli utenti e le persone intorno a loro li notino. Un altro argomento a favore degli occhiali è che le persone si espongono già a scenari simili stando in pubblico.

###### Rapporto del 2016 di Amnesty International
Nell'ottobre 2016, Amnesty International ha pubblicato un rapporto che classifica Snapchat insieme ad altre dieci applicazioni di social media leader, tra cui Facebook, iMessage, FaceTime e Skype, in base al grado di protezione della privacy degli utenti. Il rapporto ha valutato l'uso della crittografia da parte di Snapchat e ha riscontrato che applica inadeguatamente la crittografia per proteggere la sicurezza degli utenti, in quanto non utilizza la crittografia end-to-end. Per questo motivo, terzi hanno la possibilità di accedere agli Snapchat mentre vengono trasferiti da un dispositivo all'altro. Il rapporto ha anche affermato che Snapchat non informa esplicitamente gli utenti nella sua politica sulla privacy del livello di crittografia dell'applicazione o di qualsiasi minaccia che l'applicazione possa rappresentare per i diritti degli utenti, il che ha ulteriormente ridotto il suo punteggio complessivo. A dispetto di questo rapporto, nel 2017 Snapchat era considerata la piattaforma di social media più affidabile tra gli utenti.

#### FTC
Nel 2014 la Federal Trade Commission (FTC) ha denunciato Snapchat per aver ingannato gli utenti sulle sue misure di privacy e sicurezza. La principale attrattiva di Snapchat è la sua capacità di far scomparire completamente le foto degli utenti dopo un lasso di tempo compreso tra uno e dieci secondi, scelto dal mittente e dal destinatario. Tuttavia, la FTC ha presentato una causa sostenendo che ciò era falso, rendendo Snapchat in violazione delle norme attuate per prevenire le informazioni ingannevoli ai consumatori. Uno dei punti centrali del caso era che la durata di vita di uno "snap" è più lunga di quanto la maggior parte degli utenti percepisca; l'informativa sulla privacy dell'applicazione affermava che Snapchat stessa archiviava temporaneamente tutti gli snap inviati, ma trascurava di offrire agli utenti un periodo di tempo durante il quale gli snap non erano ancora stati eliminati definitivamente e potevano ancora essere recuperati. Di conseguenza, sono state facilmente create molte applicazioni di terze parti per i consumatori che hanno la capacità di salvare gli "snap" inviati dagli utenti e di fare screenshot degli "snap" senza avvisare il mittente. Sebbene "l'informativa sulla privacy di Snapchat sostenesse che l'app raccoglieva solo l'e-mail, il numero di telefono e l'ID di Facebook per trovare gli amici con cui connettersi, se si è un utente iOS e si è inserito il proprio numero di telefono per trovare gli amici, Snapchat ha raccolto i nomi e i numeri di telefono di tutti i contatti presenti nelle rubriche del dispositivo mobile senza che l'utente ne fosse informato o avesse dato il proprio consenso". È stato reso noto che il gruppo di sicurezza Gibsonsec ha avvertito Snapchat di potenziali problemi di sicurezza, ma non sono state intraprese azioni per rafforzare il sistema. All'inizio del 2014 sono trapelati pubblicamente 4,6 milioni di nomi utente e numeri di telefono di utenti abbinati, aggiungendo ulteriori polemiche sulla privacy dell'applicazione. Infine, la FTC ha affermato che Snapchat non ha protetto la sua funzione "trova amici" non richiedendo la verifica del numero di telefono nel processo di registrazione. Gli utenti potevano registrare account con numeri diversi dal proprio, dando la possibilità di impersonare chiunque scegliessero. Snapchat ha dovuto rilasciare una dichiarazione pubblica di scuse per avvisare gli utenti dei comportamenti scorretti e cambiare il proprio scopo in un "modo veloce e divertente di comunicare con le foto".

### WhatsApp
WhatsApp, creata nel 2009, è una piattaforma che consente agli utenti di comunicare gratuitamente tramite messaggi di testo e vocali, chat video e condivisione di documenti. WhatsApp è stata acquisita da Facebook nel 2014, ma il marchio continua a essere promosso come forma di comunicazione sicura e affidabile. L'applicazione può essere scaricata e utilizzata su dispositivi Android, iPhone, Mac o Windows PC e Windows Phone senza costi di SMS o addebiti da parte di un operatore. Sebbene gli asterischi sul sito web di WhatsApp indichino il rischio di commissioni e costi aggiuntivi, questa applicazione è diventata molto popolare tra i consumatori che comunicano con persone all'estero.

#### Privac e sicurezza in WhatsApp
Nel 2019 WhatsApp ha incorporato nuove misure di privacy e sicurezza per i propri utenti, tra cui la funzione "Nascondi stato silenziato" e "Inoltrato molte volte". La funzione "Nascondi stato silenziato" consente agli utenti di nascondere specifici aggiornamenti o interazioni con determinati utenti; tuttavia, se l'utente decide di "nascondere" il proprio stato o i propri aggiornamenti a determinati utenti, all'utente precedentemente bloccato verrà mostrato un elenco di tutti gli aggiornamenti (compresi gli stati/aggiornamenti precedentemente nascosti). Analogamente ad applicazioni come Snapchat e Instagram, gli utenti ricevono una notifica quando una storia viene inoltrata, visualizzata, screenshottata o condivisa. Gli sviluppatori di WhatsApp hanno aggiunto la funzione "Inoltrato molte volte" che notifica agli utenti se un messaggio, uno stato o un aggiornamento è stato inoltrato 4 o più volte.

## Reazioni alle critiche
Molte organizzazioni di social network hanno risposto alle critiche e alle preoccupazioni sulla privacy sollevate nel corso del tempo. Si sostiene che le modifiche alle impostazioni predefinite, l'archiviazione dei dati e la condivisione con terze parti siano state aggiornate e corrette alla luce delle critiche e/o delle sfide legali. Tuttavia, molti critici rimangono insoddisfatti, notando che le modifiche fondamentali alle impostazioni sulla privacy in molti siti di social network rimangono minori e a volte inaccessibili, e sostengono che le aziende di social network preferiscono criticare gli utenti piuttosto che adattare le loro politiche.
Ci sono suggerimenti per ottenere la privacy riducendo o interrompendo l'uso dei social media. Questo metodo non ha successo, poiché le loro informazioni vengono comunque rivelate dai post dei loro amici.
C'è ambiguità su quanto siano privati gli indirizzi IP. La Corte di giustizia dell'Unione europea ha stabilito che devono essere trattati come informazioni di identificazione personale se l'azienda che li riceve, o una terza parte come un fornitore di servizi, conosce il nome o l'indirizzo civico del titolare dell'indirizzo IP, il che sarebbe vero per gli indirizzi IP statici, non per quelli dinamici. Secondo le norme della California, gli indirizzi IP devono essere trattati come informazioni personali se l'azienda stessa, e non una terza parte, può collegarli al nome e all'indirizzo stradale.
Nel 2020 un tribunale dell'Alberta ha stabilito che la polizia può ottenere gli indirizzi IP e i nomi e gli indirizzi ad essi associati, senza un mandato di perquisizione. Un'indagine ha individuato gli indirizzi IP che hanno dato vita a crimini online e il fornitore di servizi ha fornito alla polizia i nomi e gli indirizzi associati a tali indirizzi IP.